# Пантеон имени Комитаса
Пантеон парка имени Комитаса (арм. Կոմիտասի անվան զբոսայգու պանթեոն) — кладбище в Ереване (проспект Аршакуняц, д. 18), служащее для захоронения видных деятелей армянской науки и культуры. Находится в парке имени Комитаса в районе Шенгавит.
Автор надгробного памятника Комитасу скульптор Ара Арутюнян (1928–1999). Памятник установлен в 1954 г. 

## История
Пантеон возник в 1930-е годы, когда на месте старого кладбища «Мгер» разбили парк, которому вскоре было присвоено имя похороненного там знаменитого композитора Комитаса.
В 1961 году официально назывался — Пантеон Армянской ССР.
В 1969 году вокруг парка возвели ограду.
В 2005 году была произведена общая реконструкция Пантеона.

## Галерея

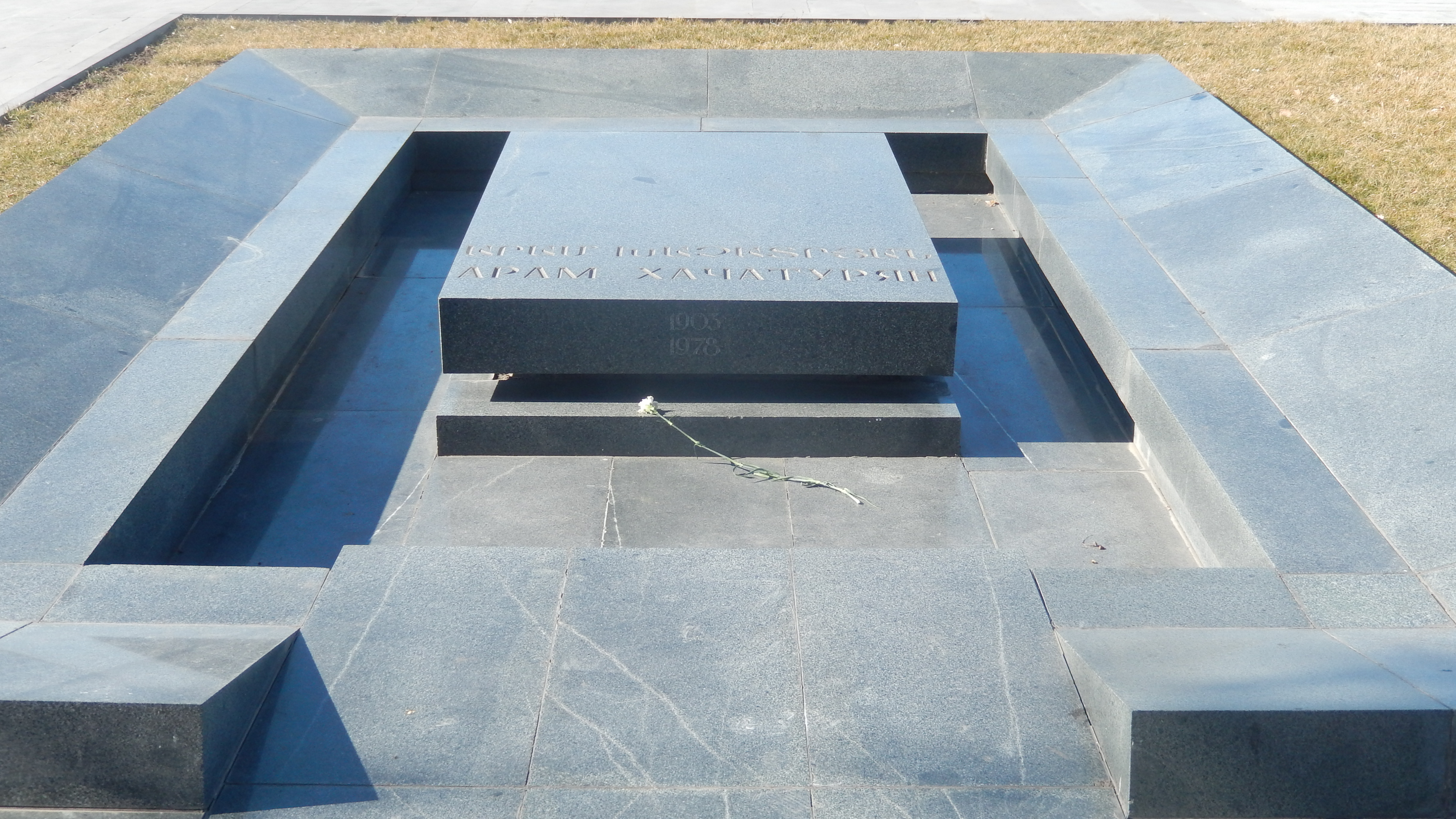
Арам Хачатурян
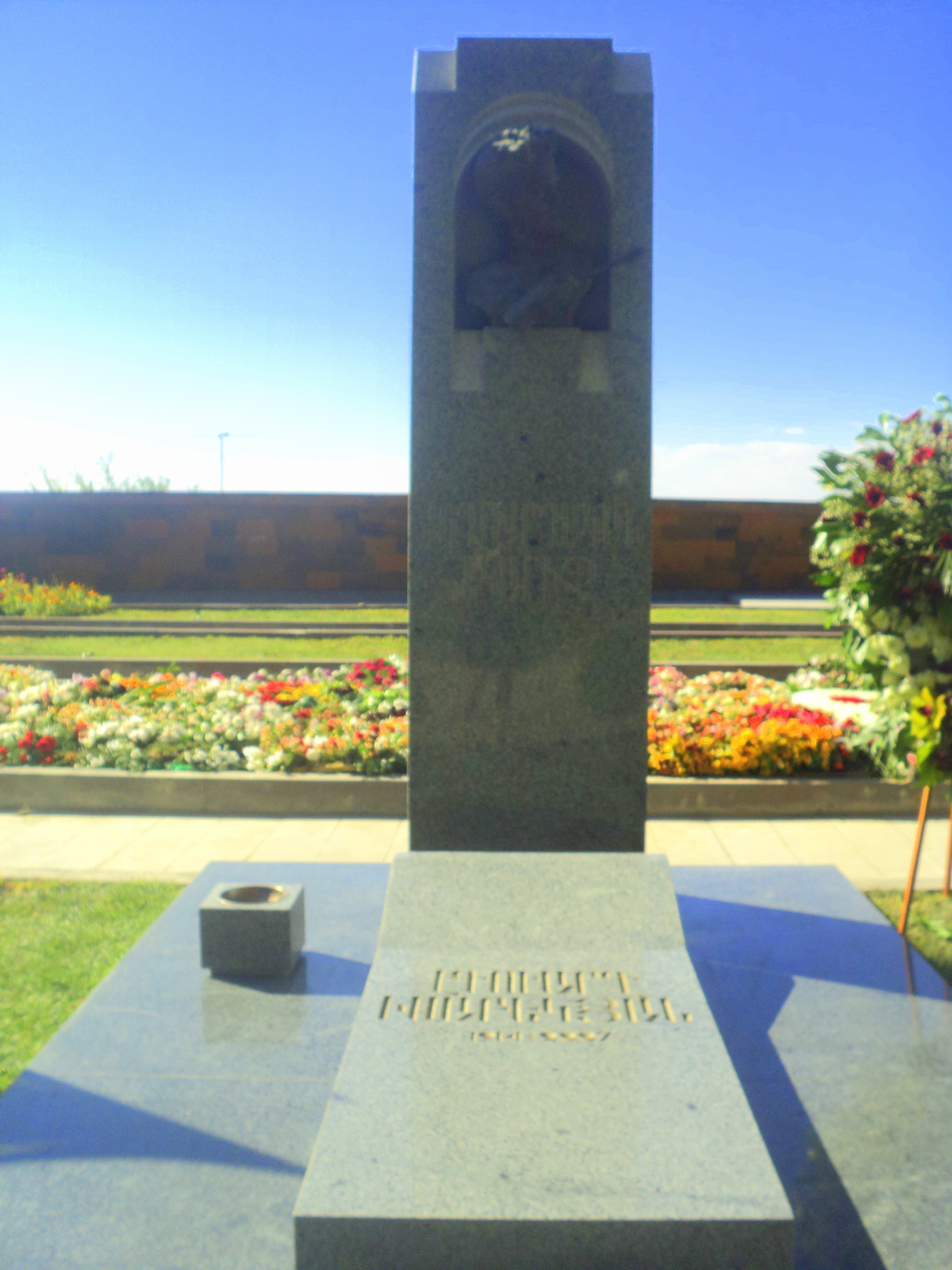
Эдуард Исабекян
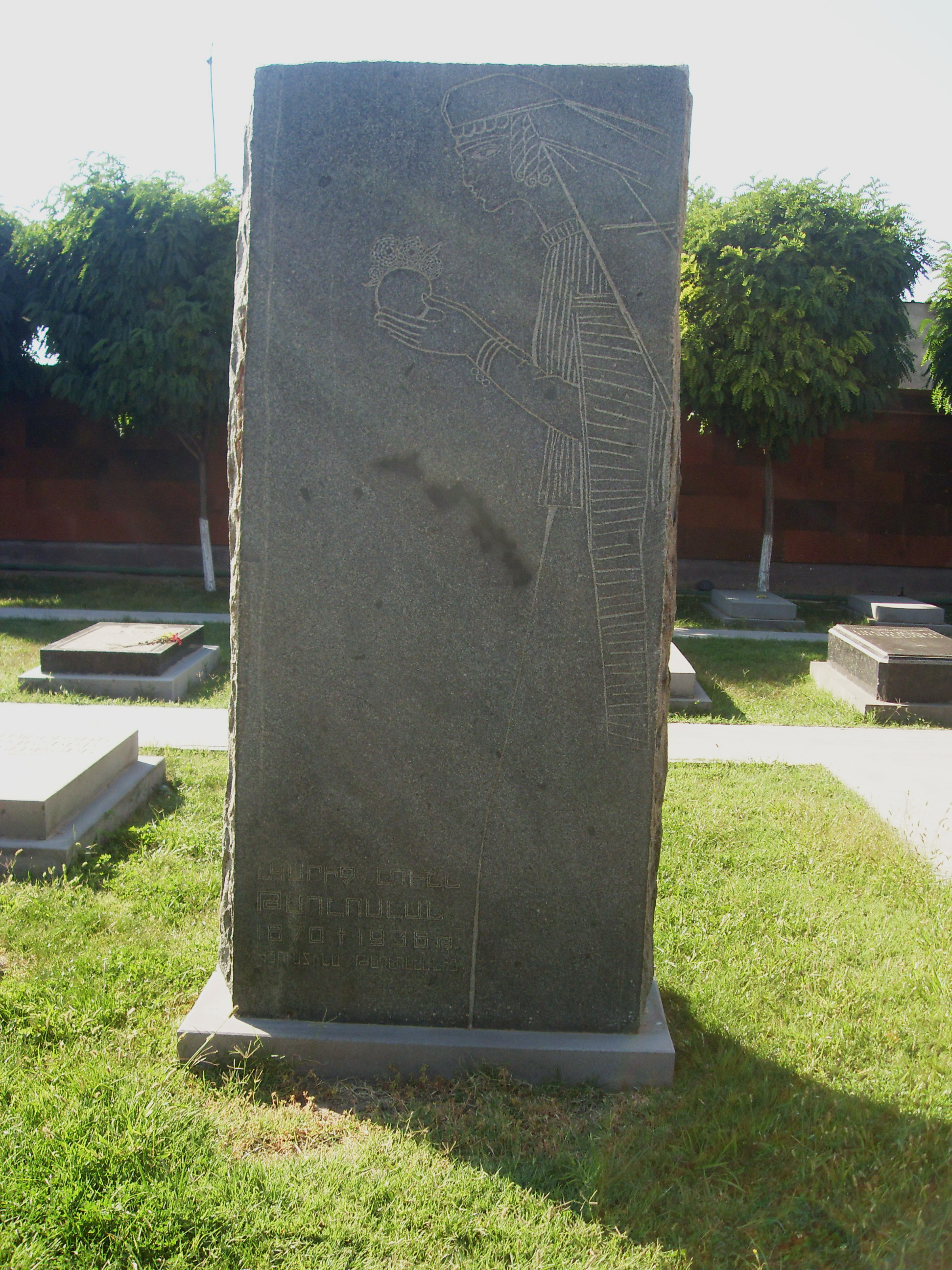
Егише Тадевосян
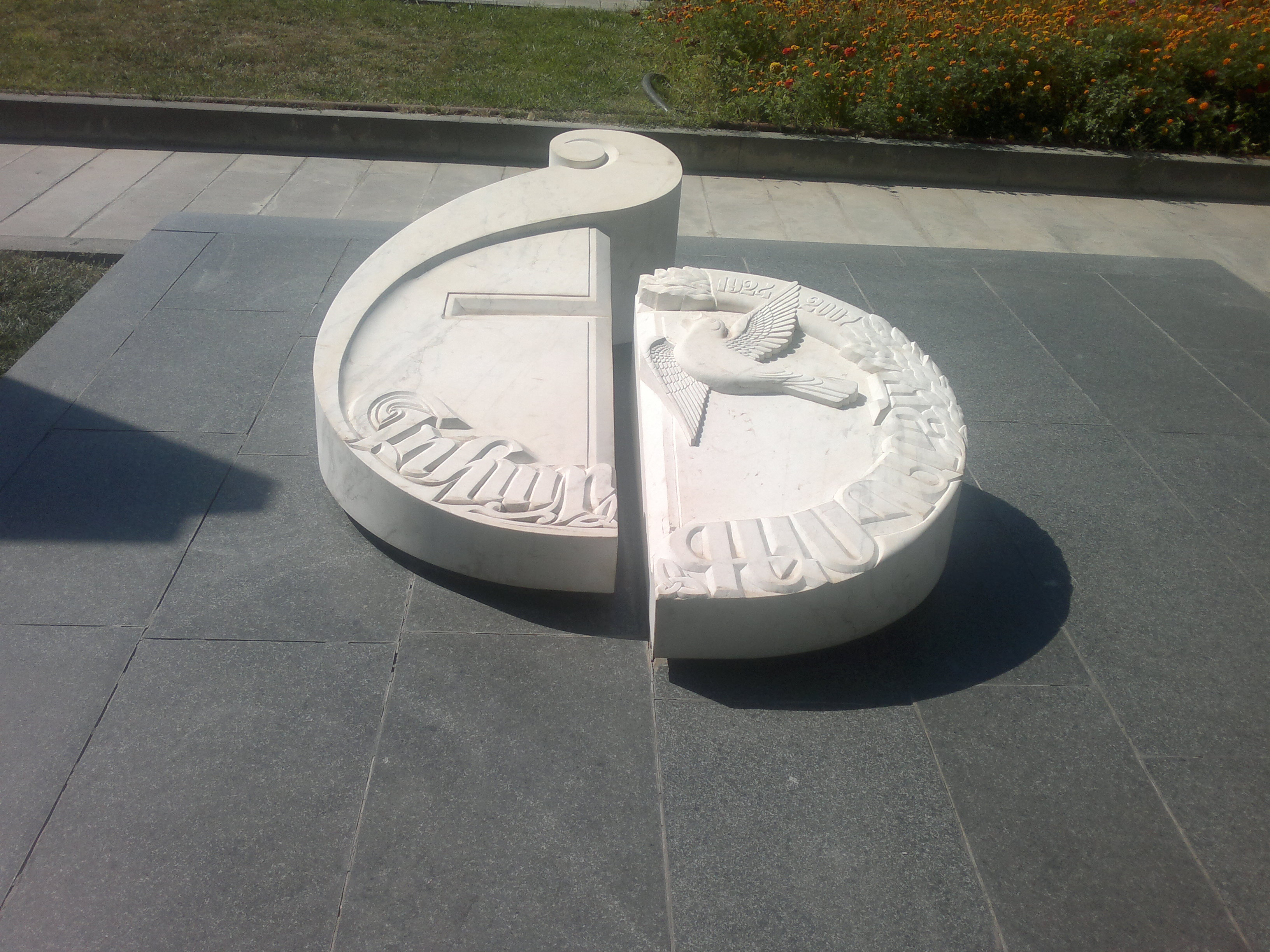
Гоар Гаспарян
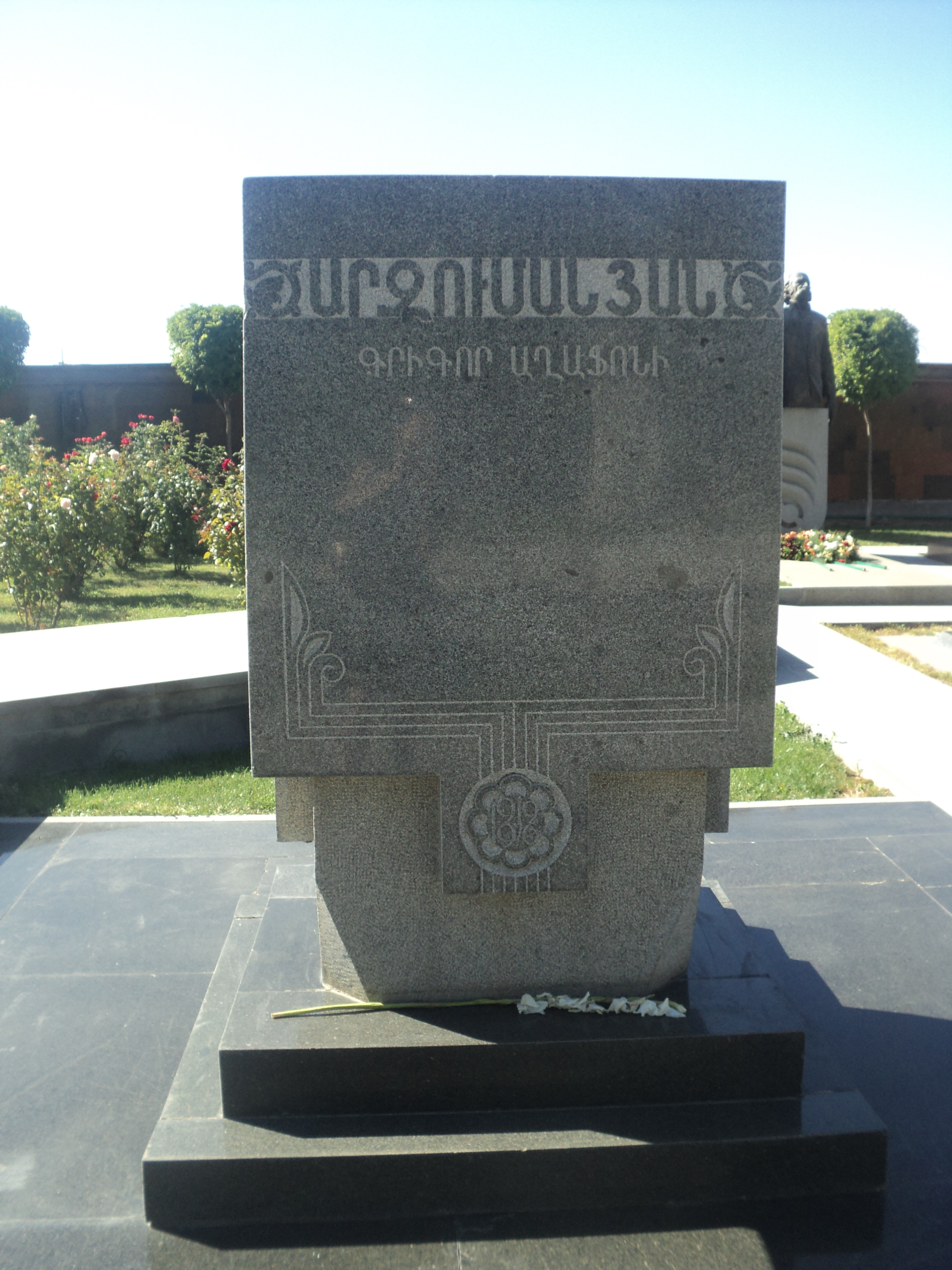
Григорий Арзуманян
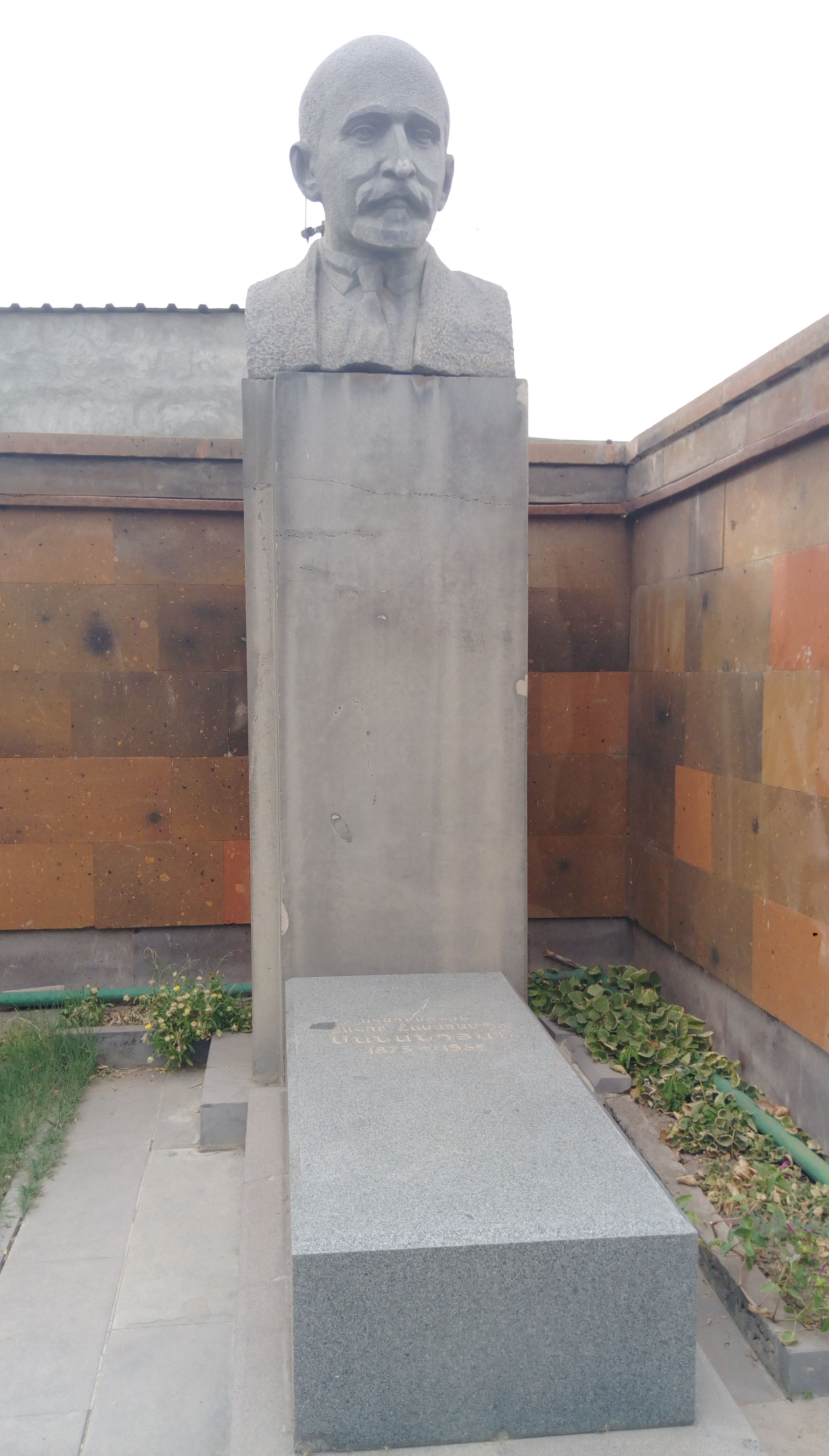
Яков Манандян
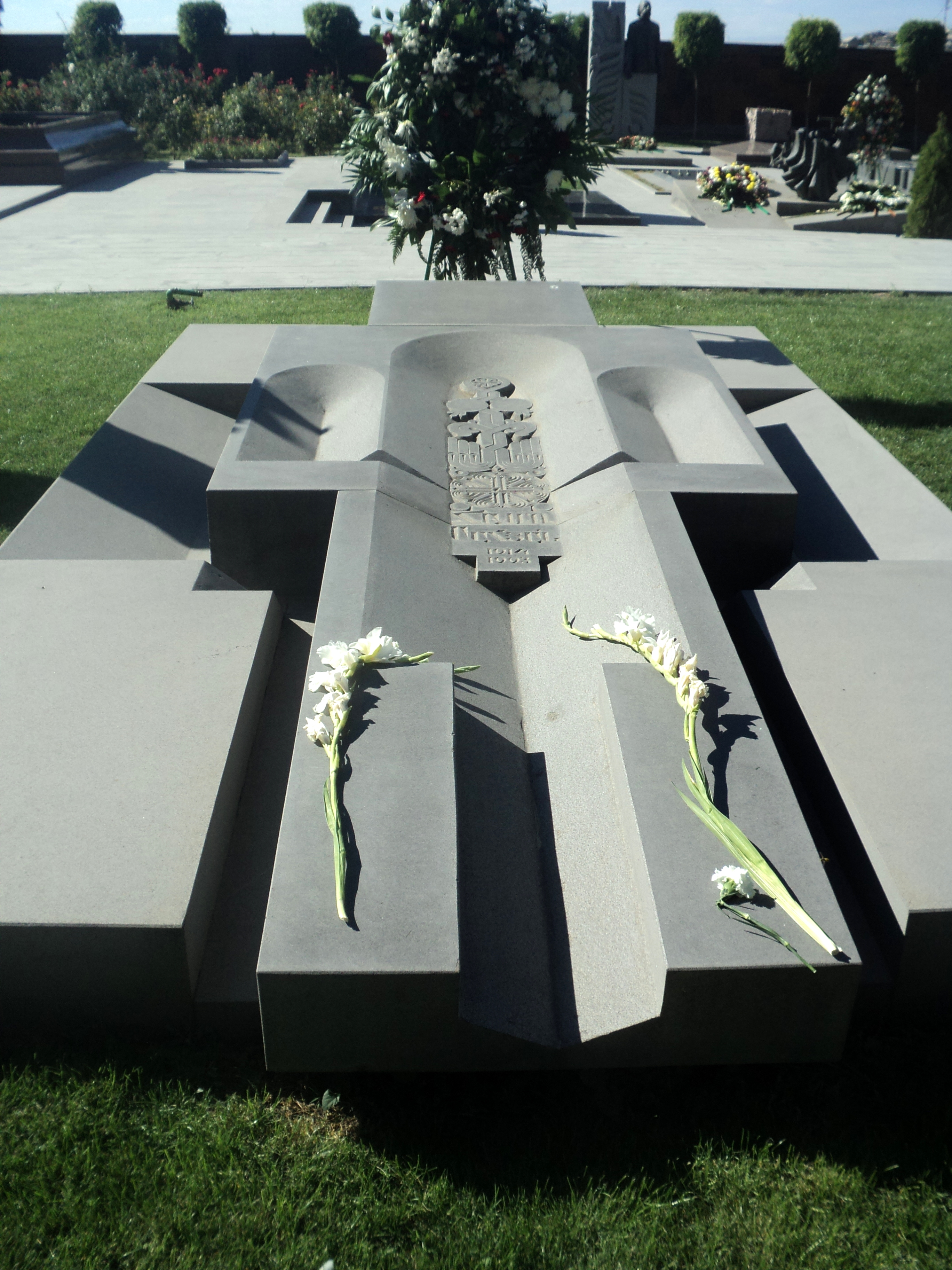
Амо Сагиян
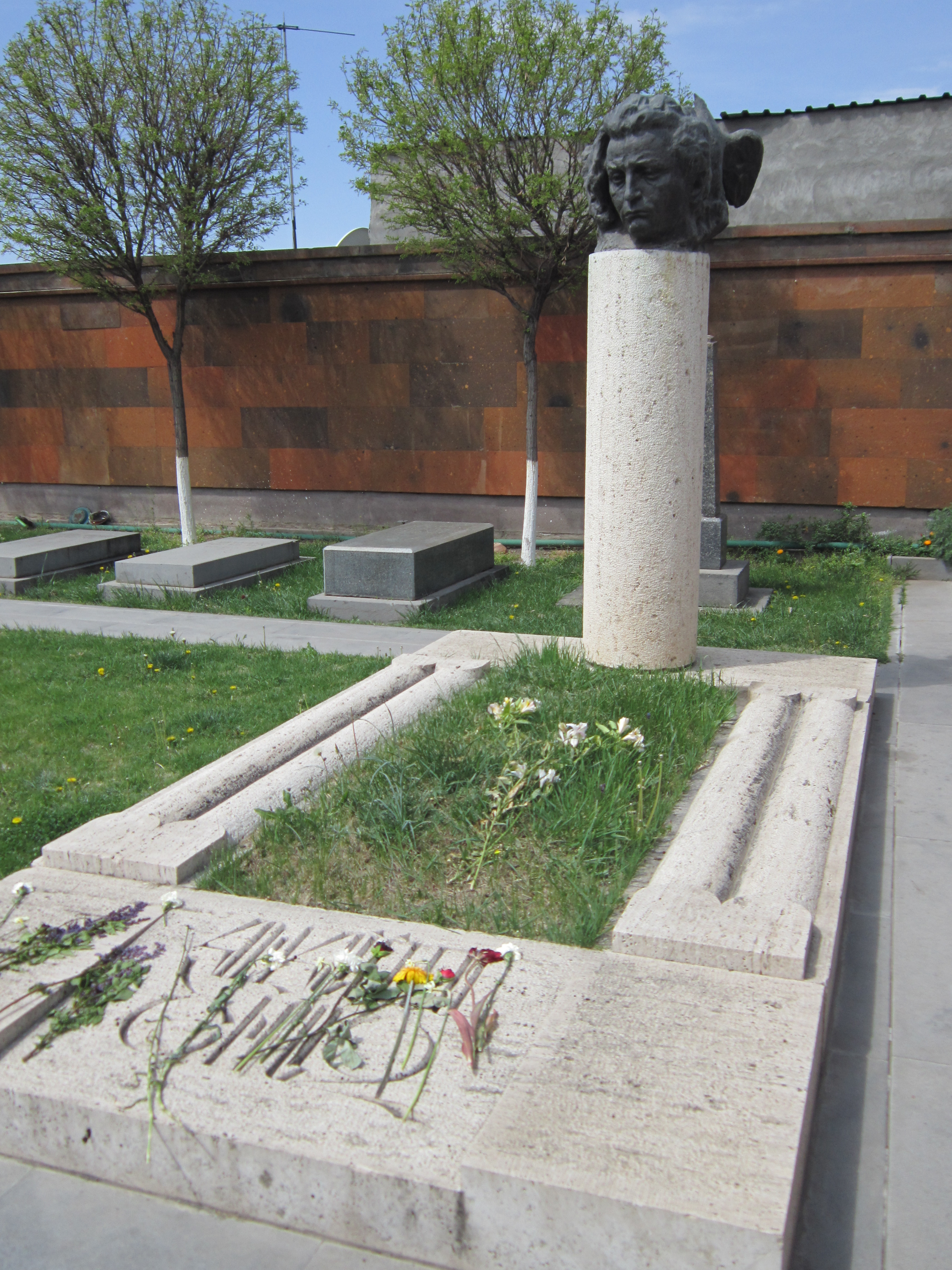
Ованес Шираз
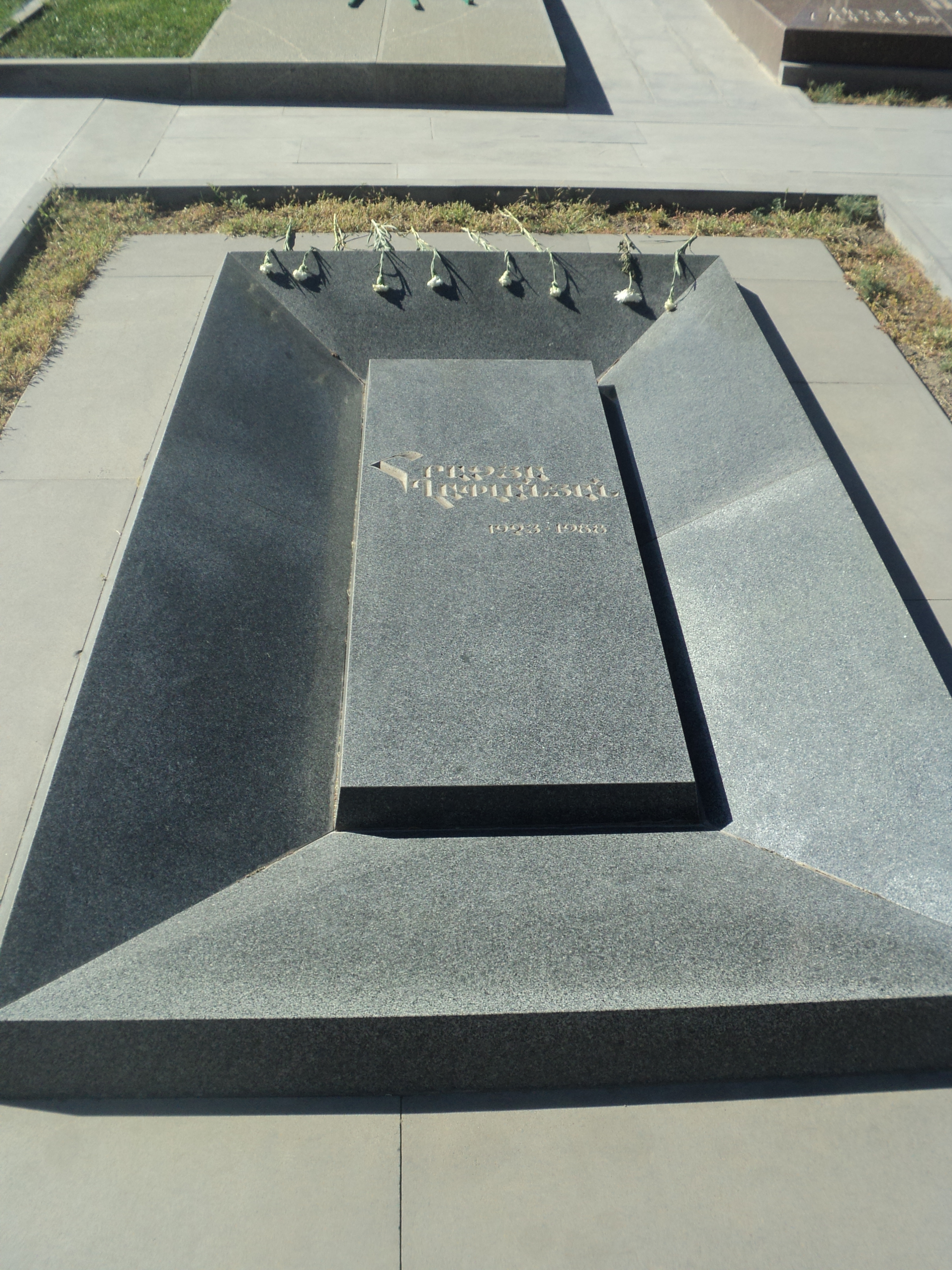
Рачья Капланян
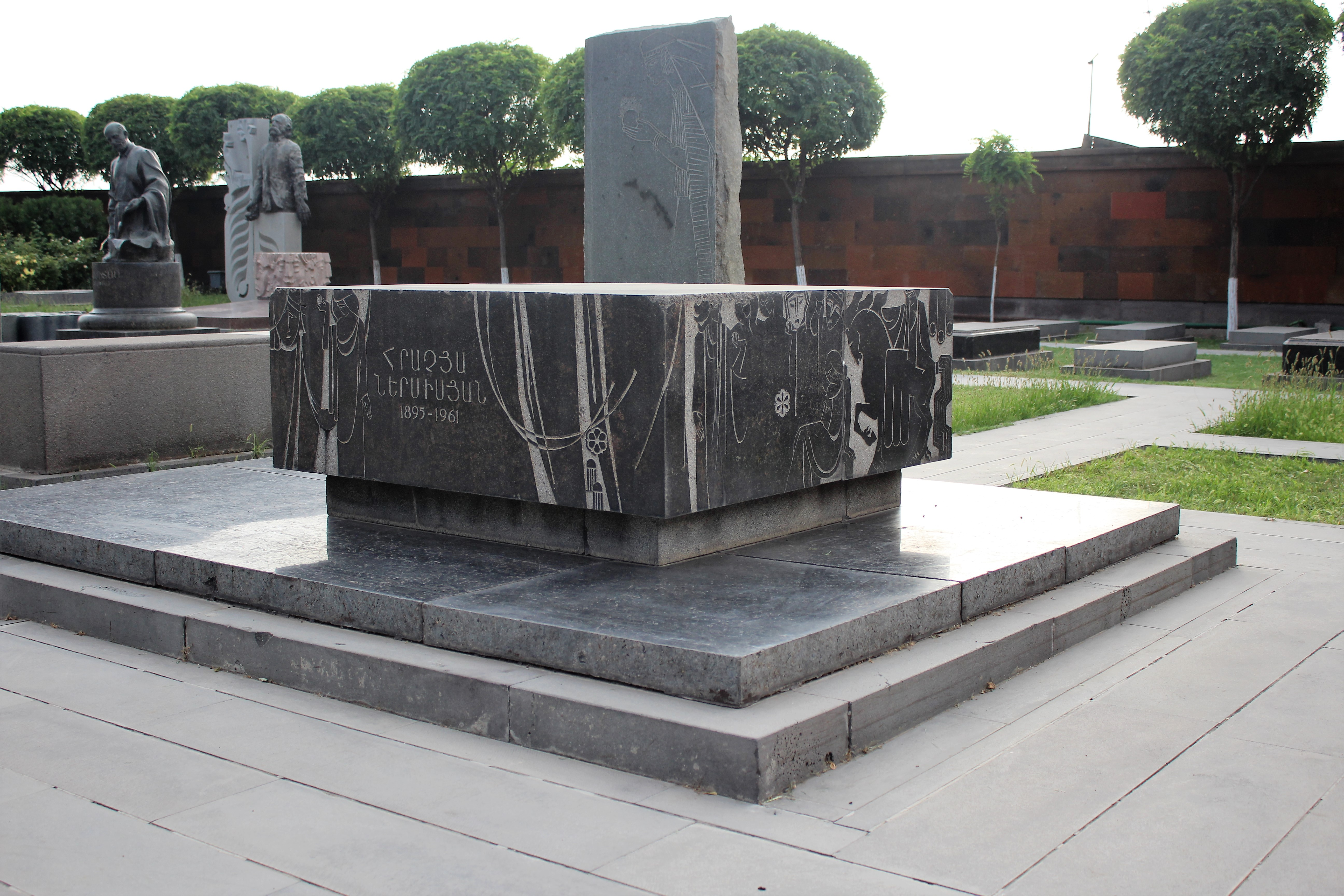
Рачия Нерсесян
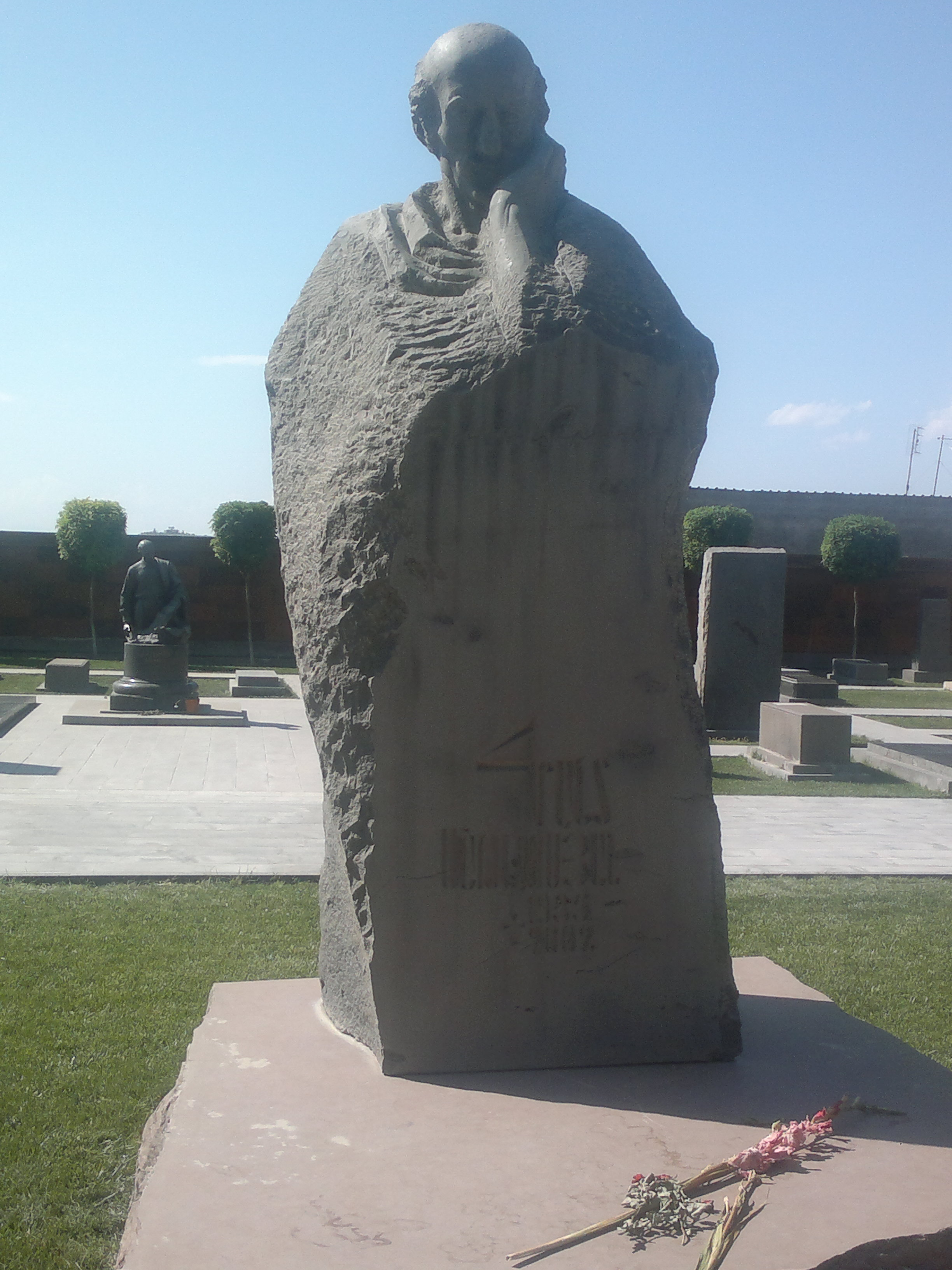
Грант Матевосян
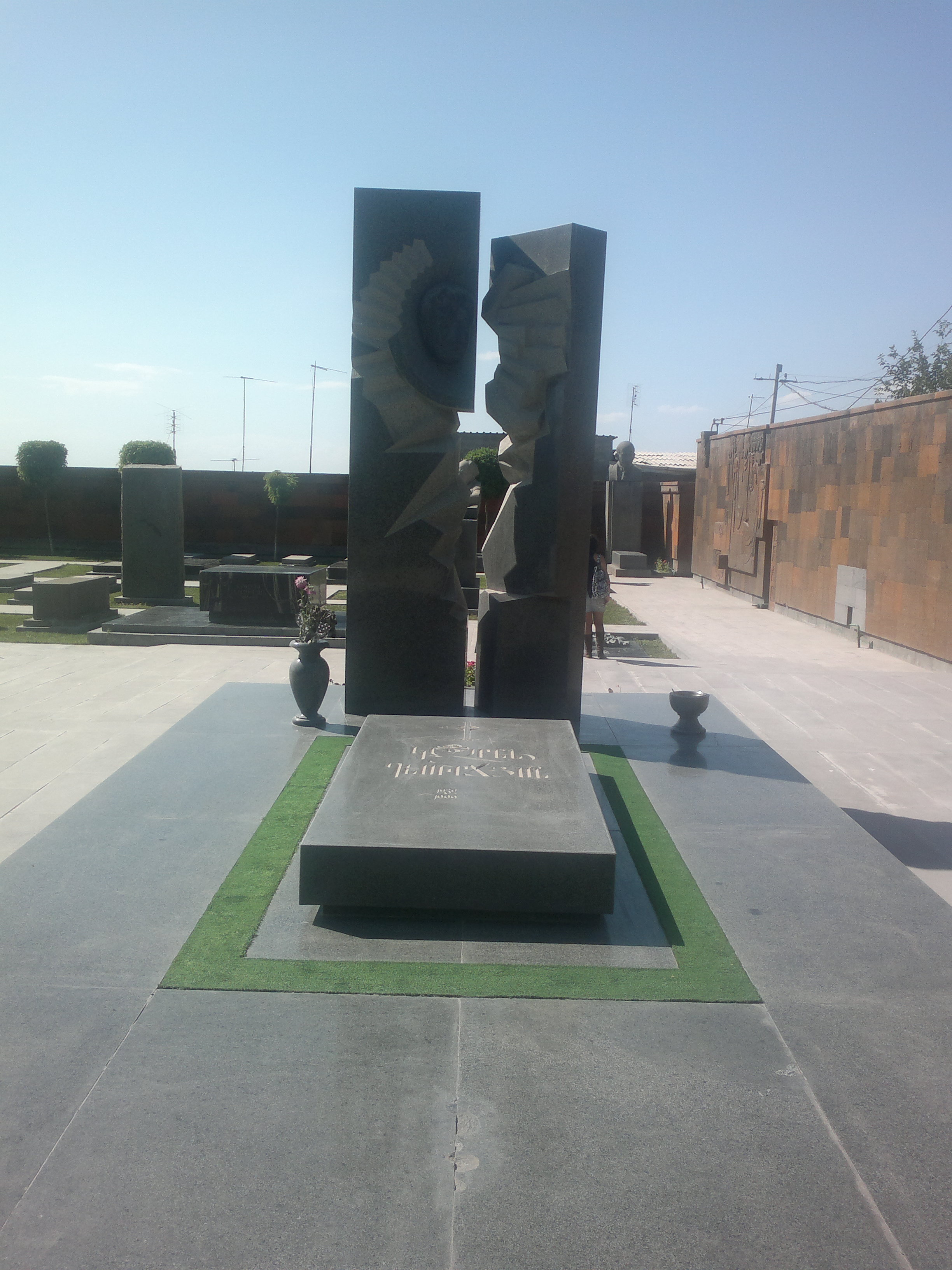
Карен Демирчян
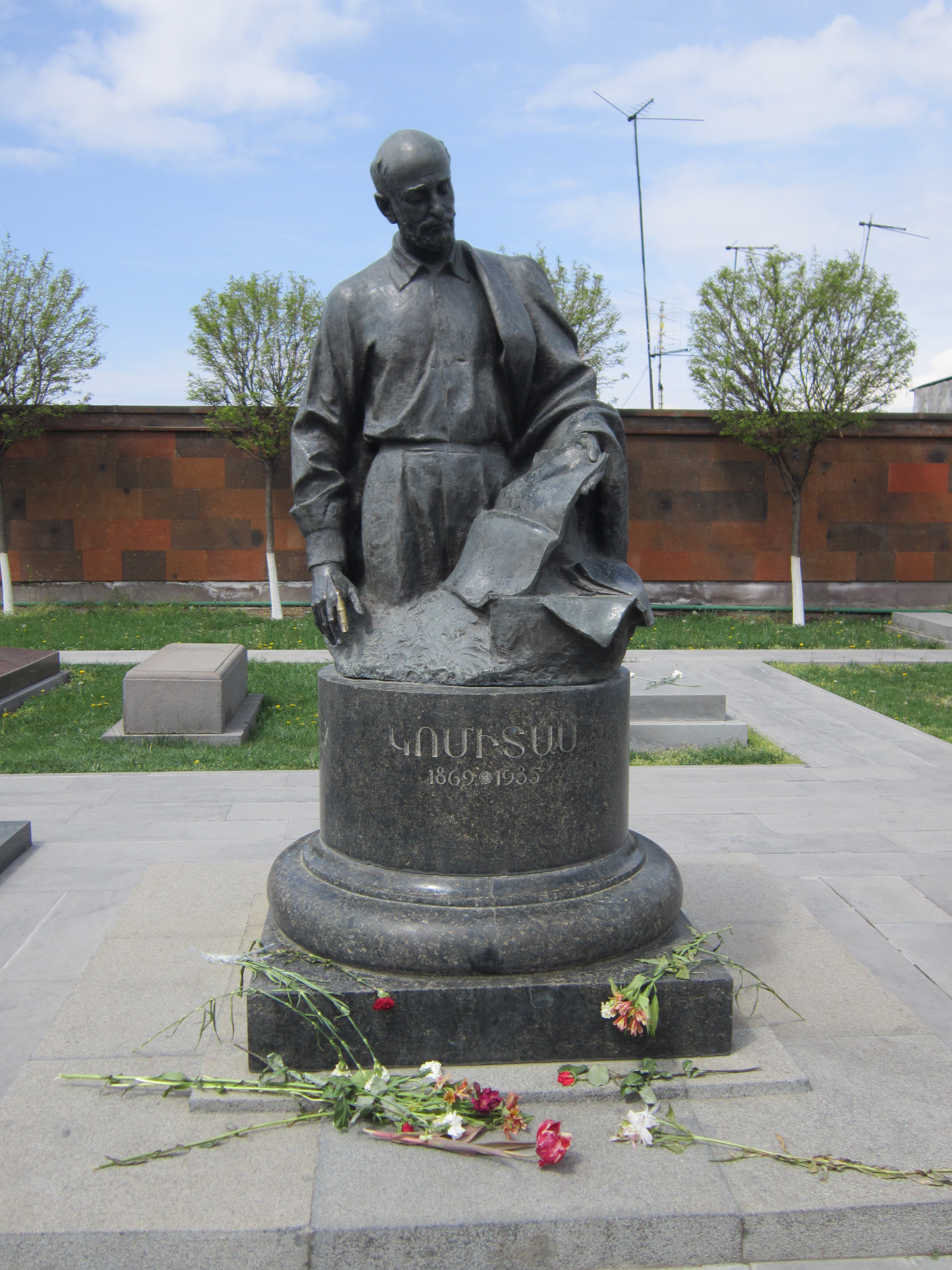
Комитас
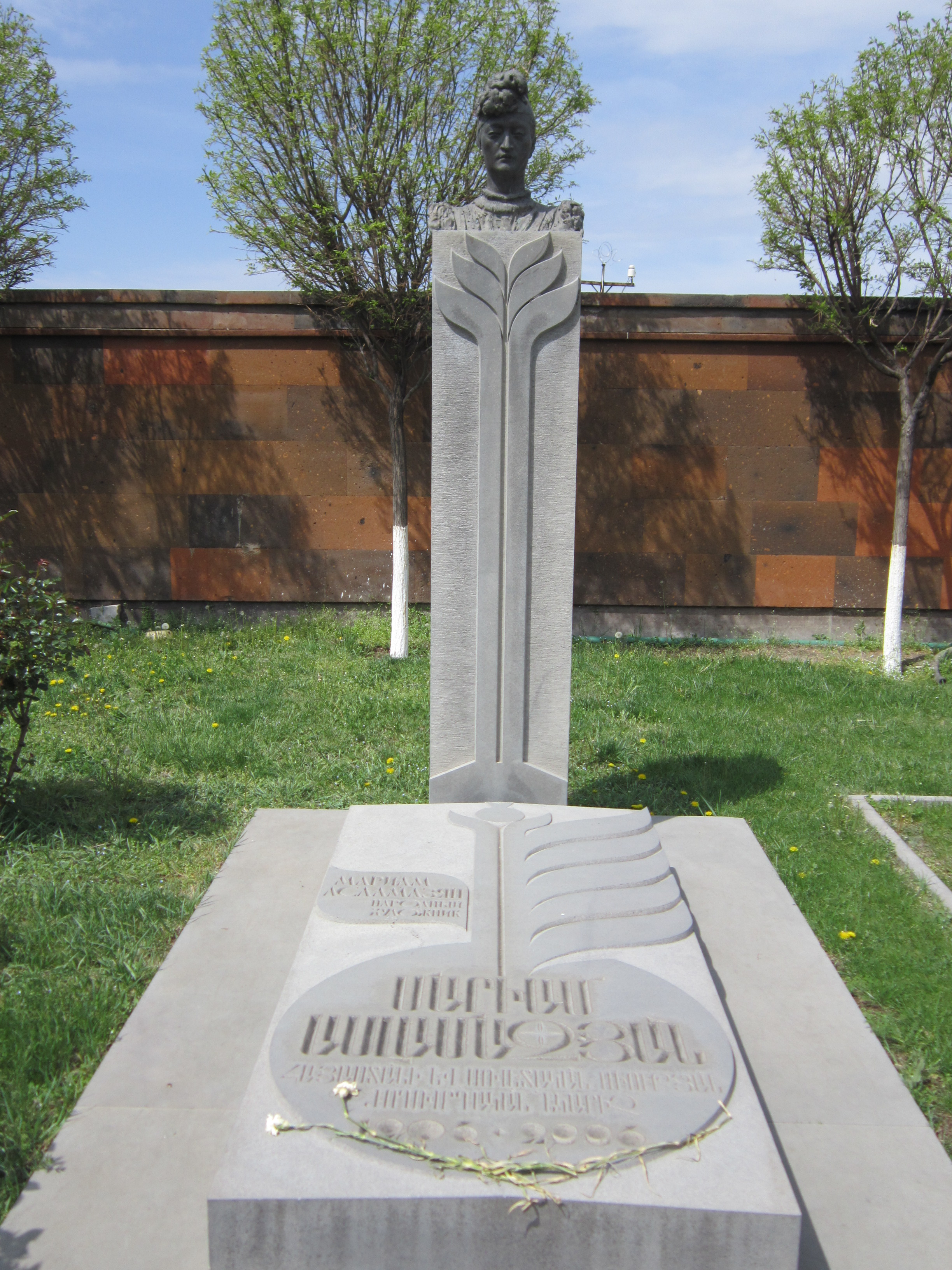
Мариам Асламазян
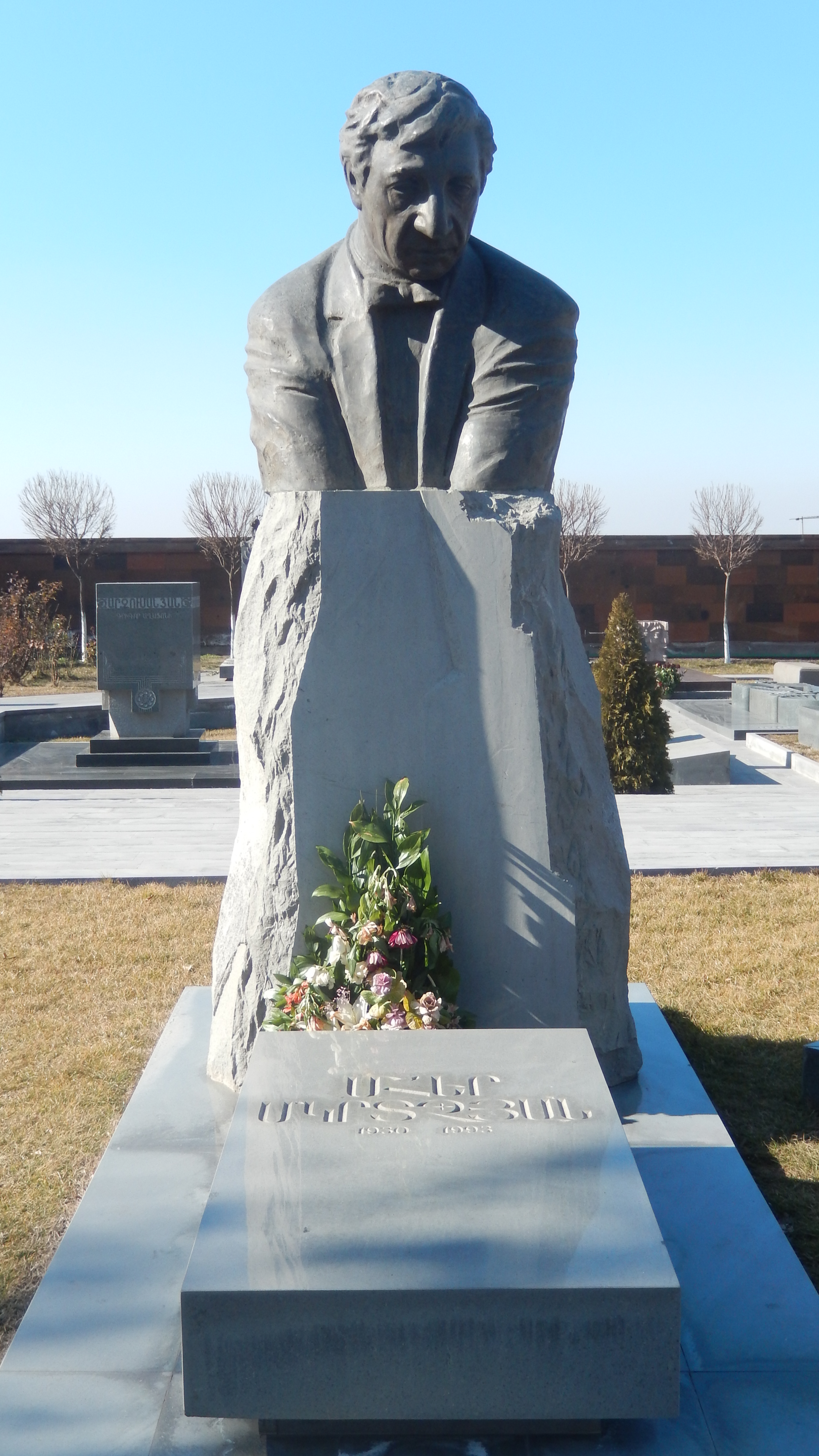
Фрунзик (Мгер) Мкртчян
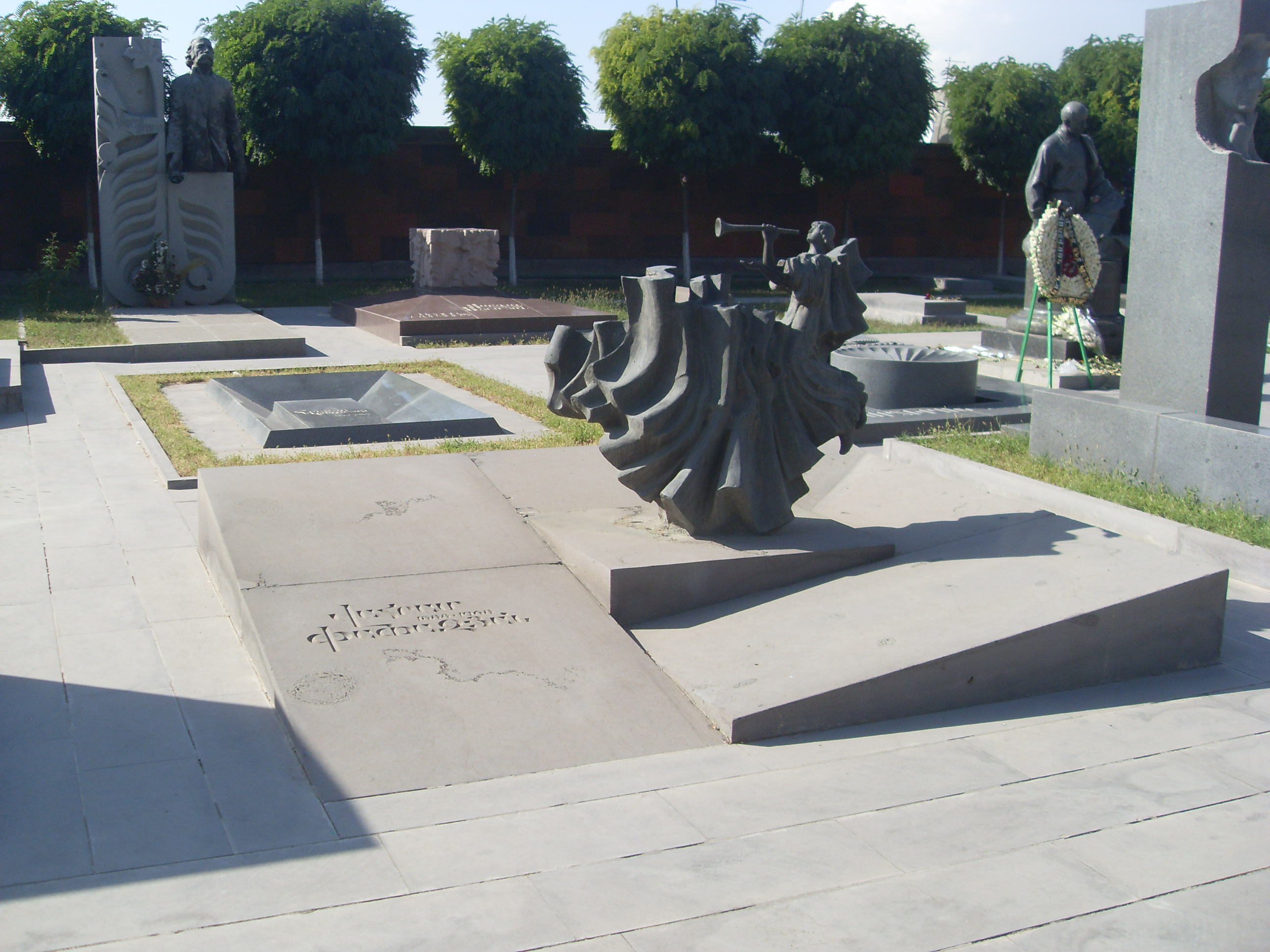
Ваграм Папазян
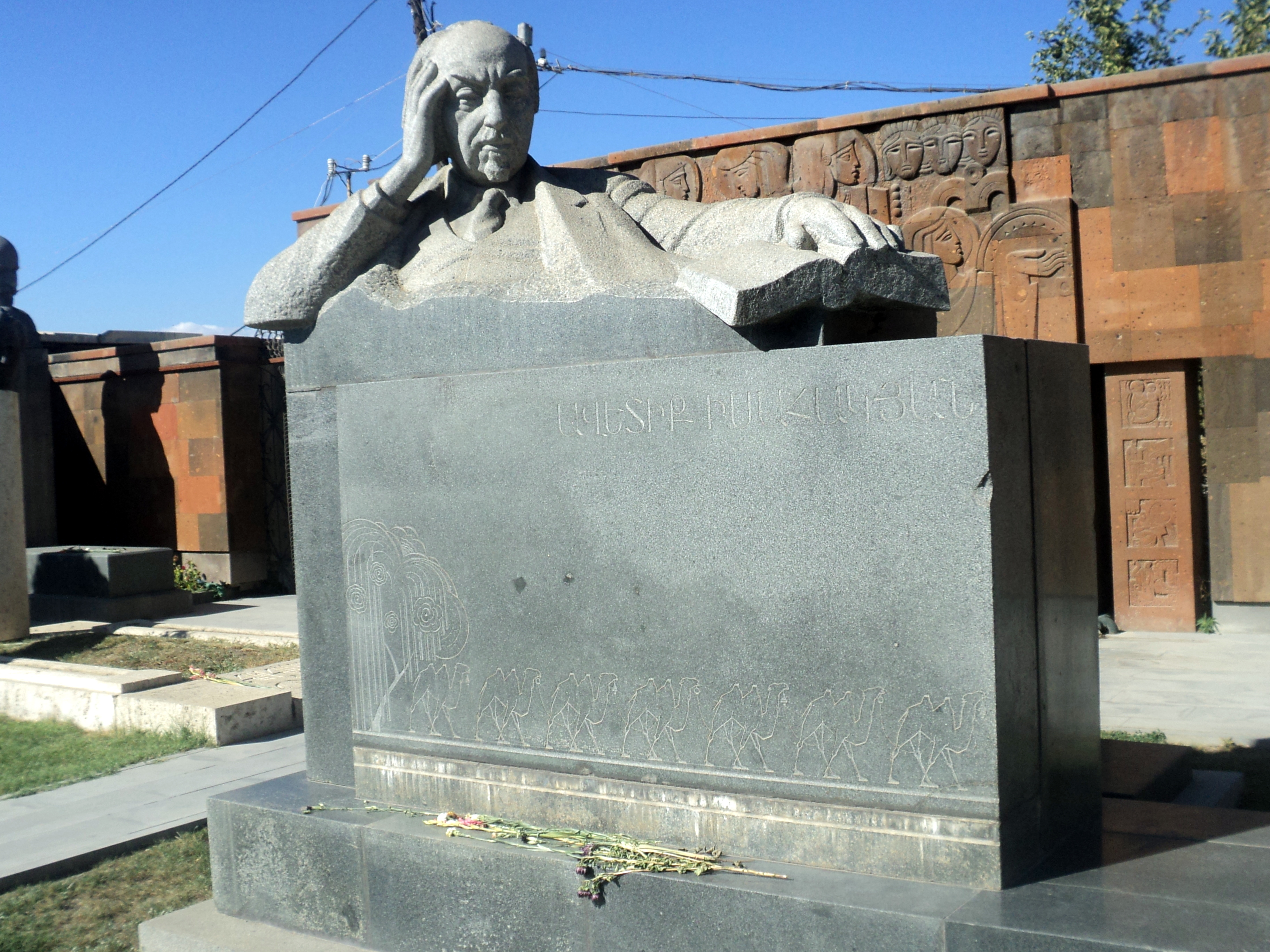
Аветик Исаакян
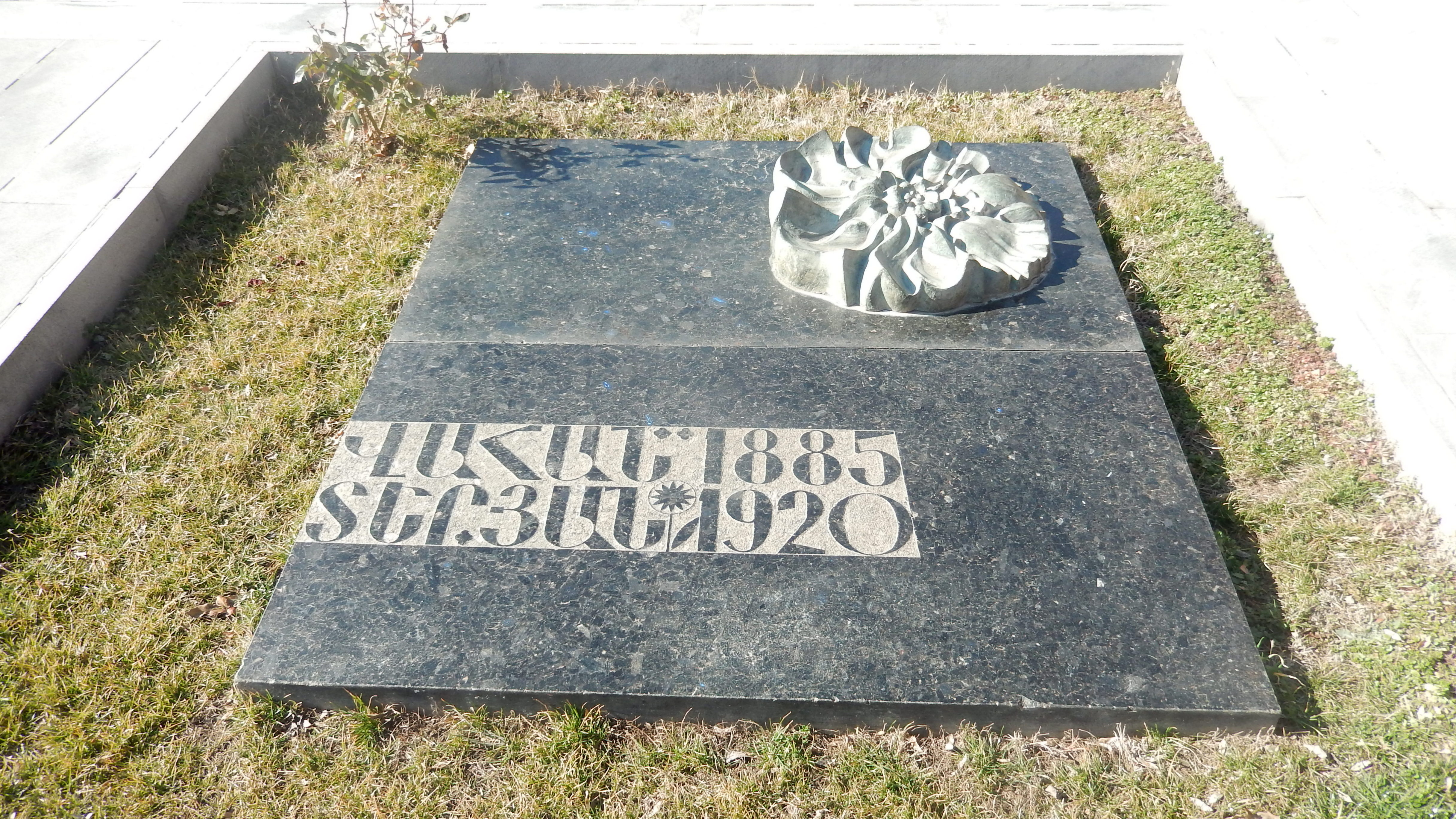
Ваан Терьян
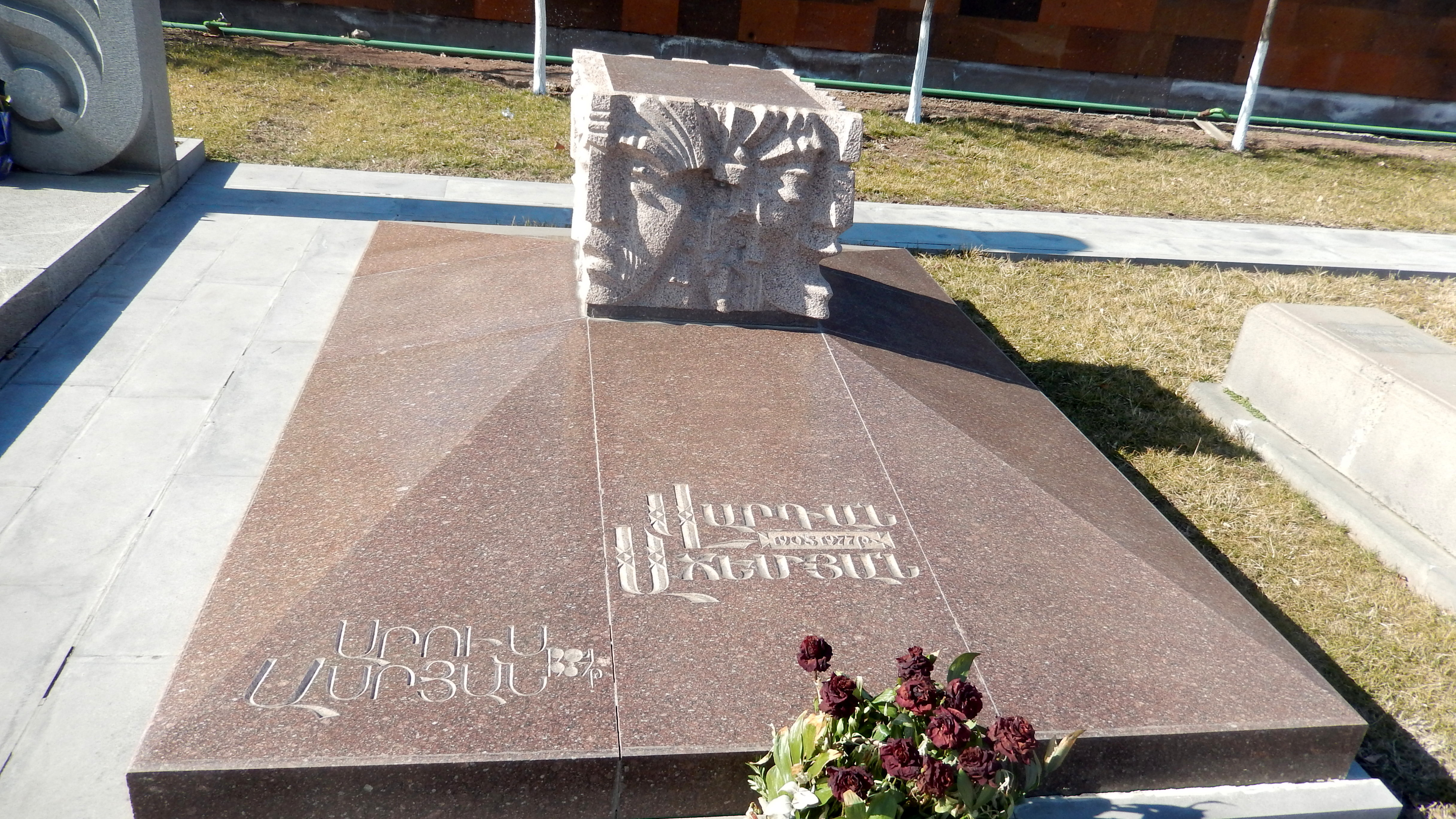
Вартан Аджемян и Арусь Асрян
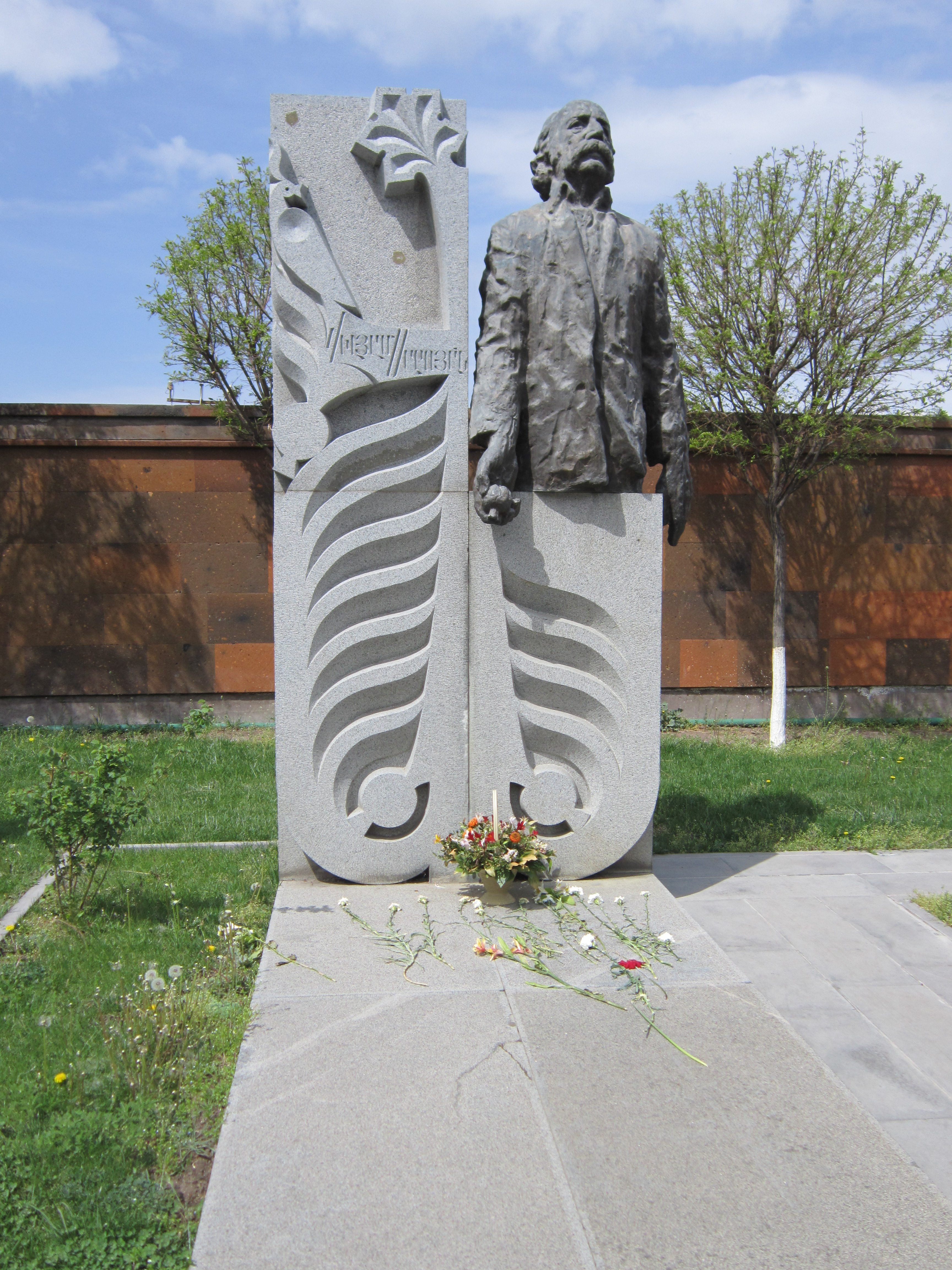
Уильям Сароян
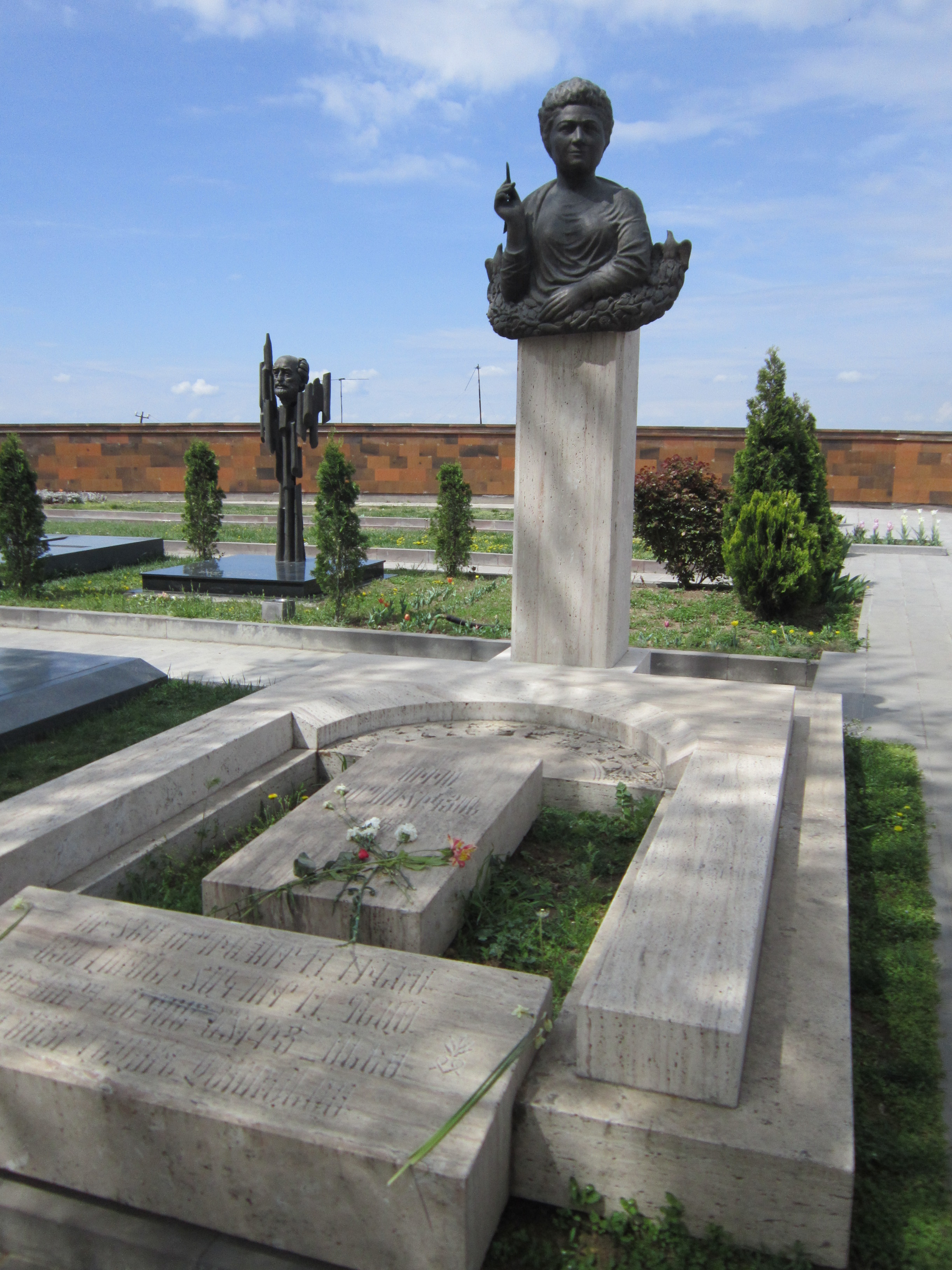
Сильва Капутикян
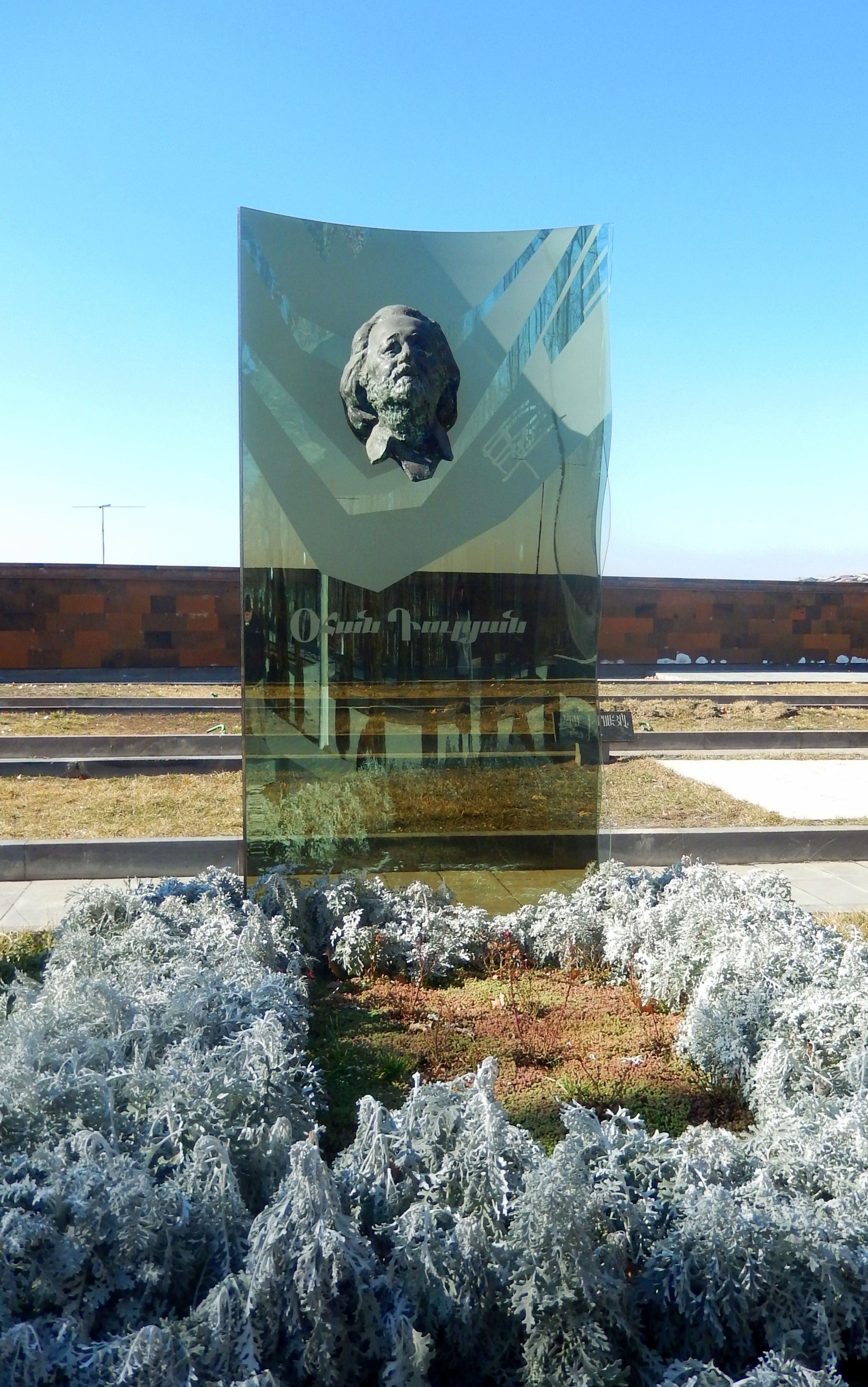
Оган Дурян
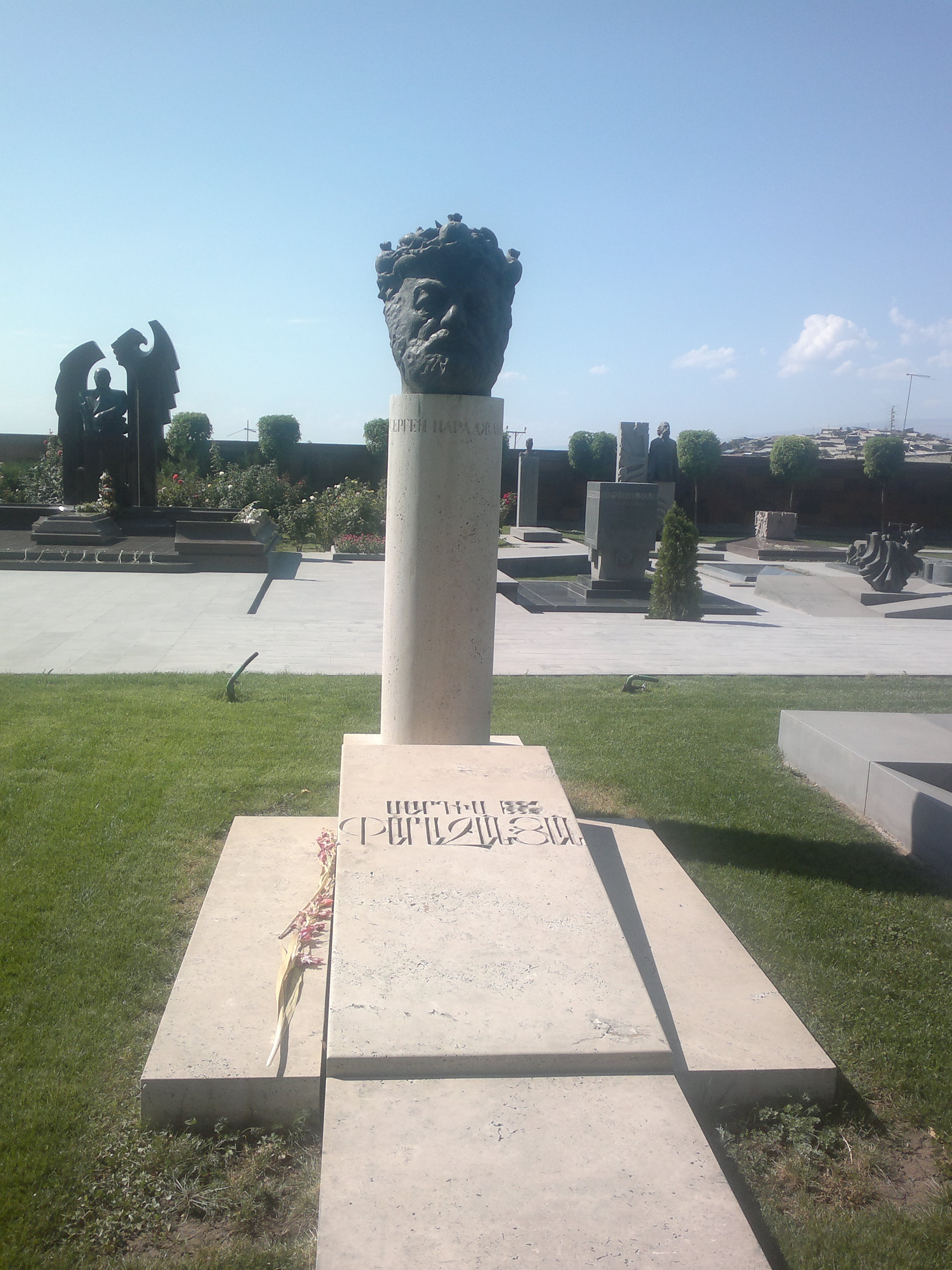
Сергей Параджанов
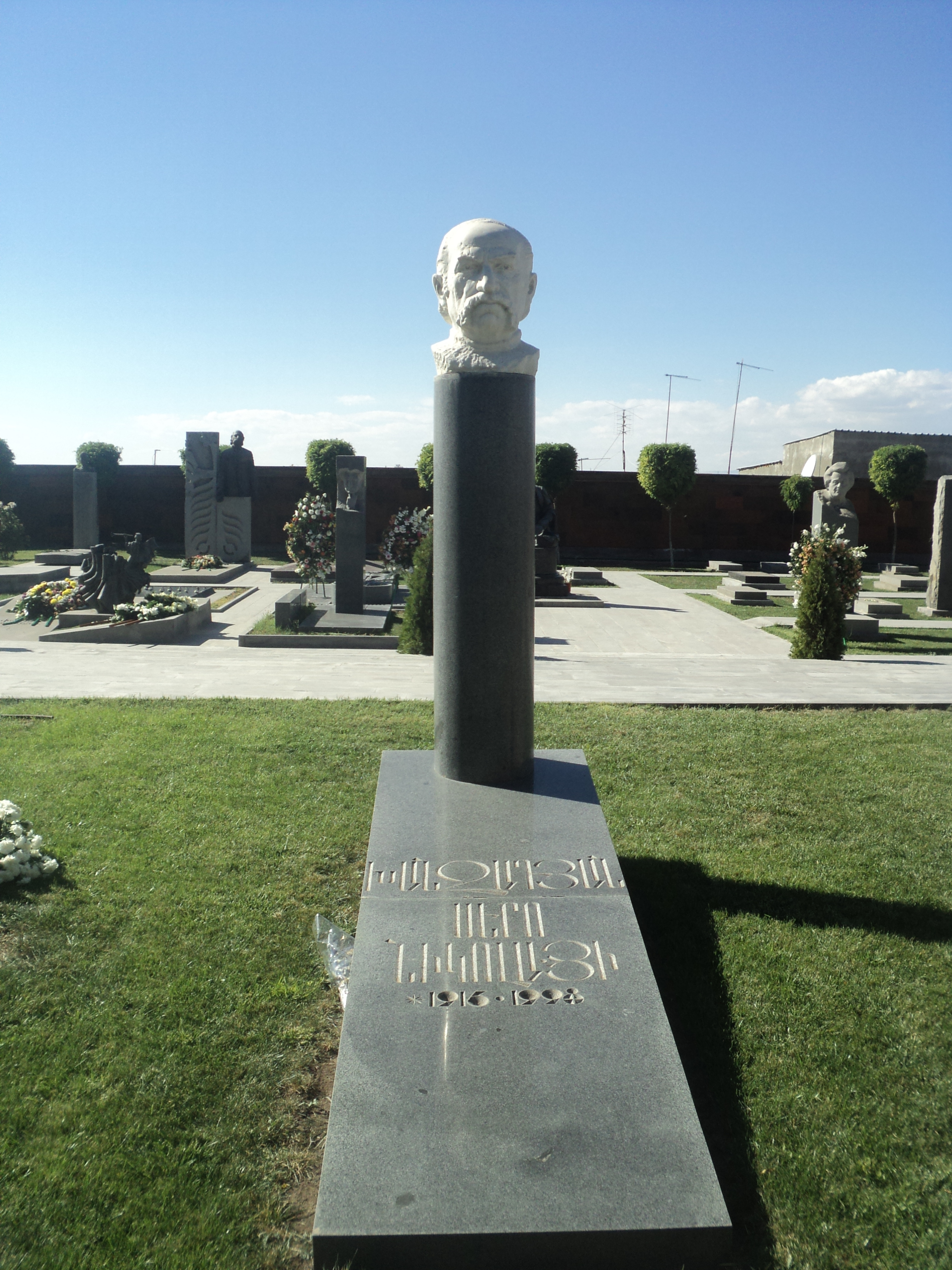
Серо Ханзадян
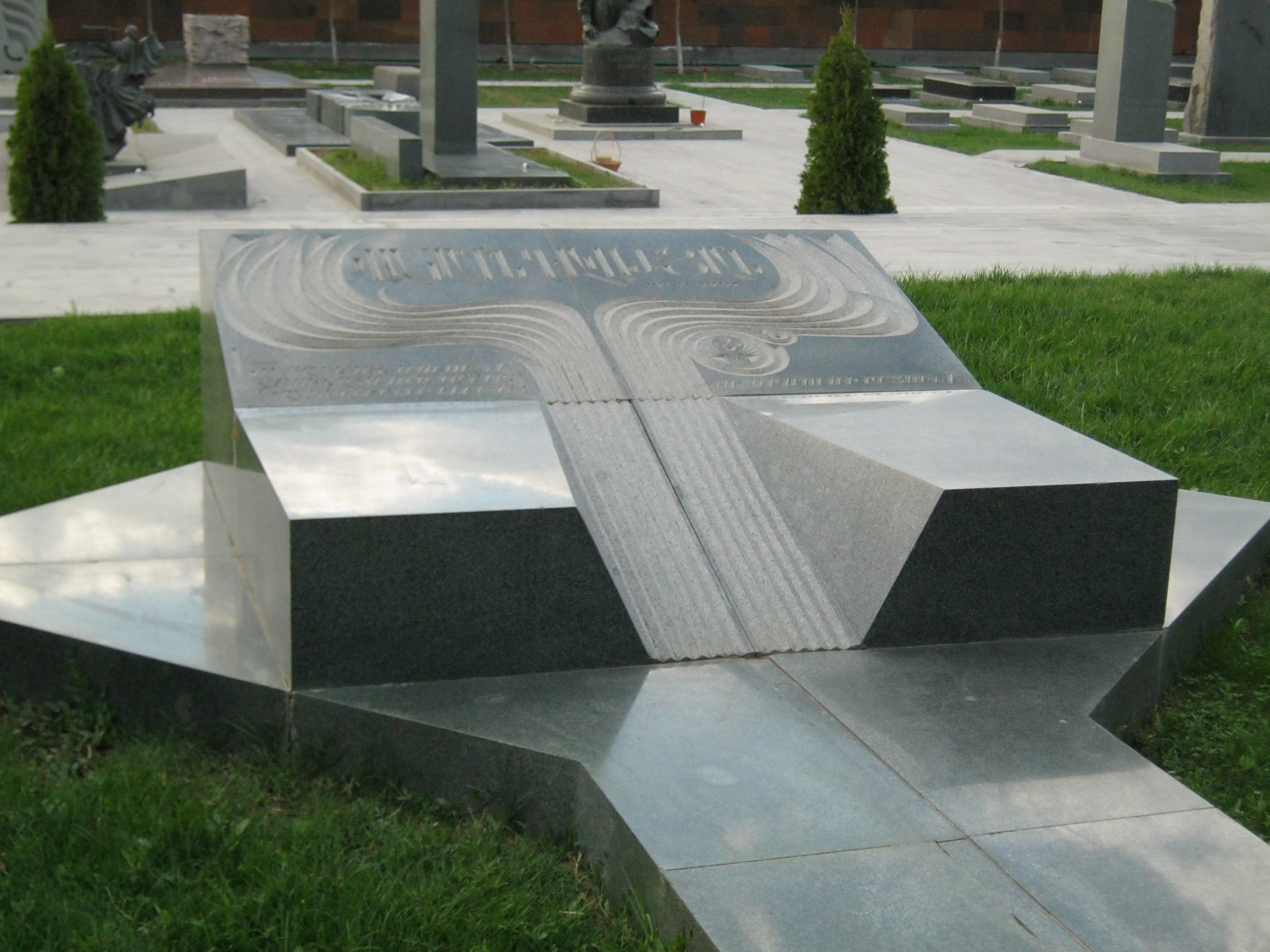
Ваагн Давтян
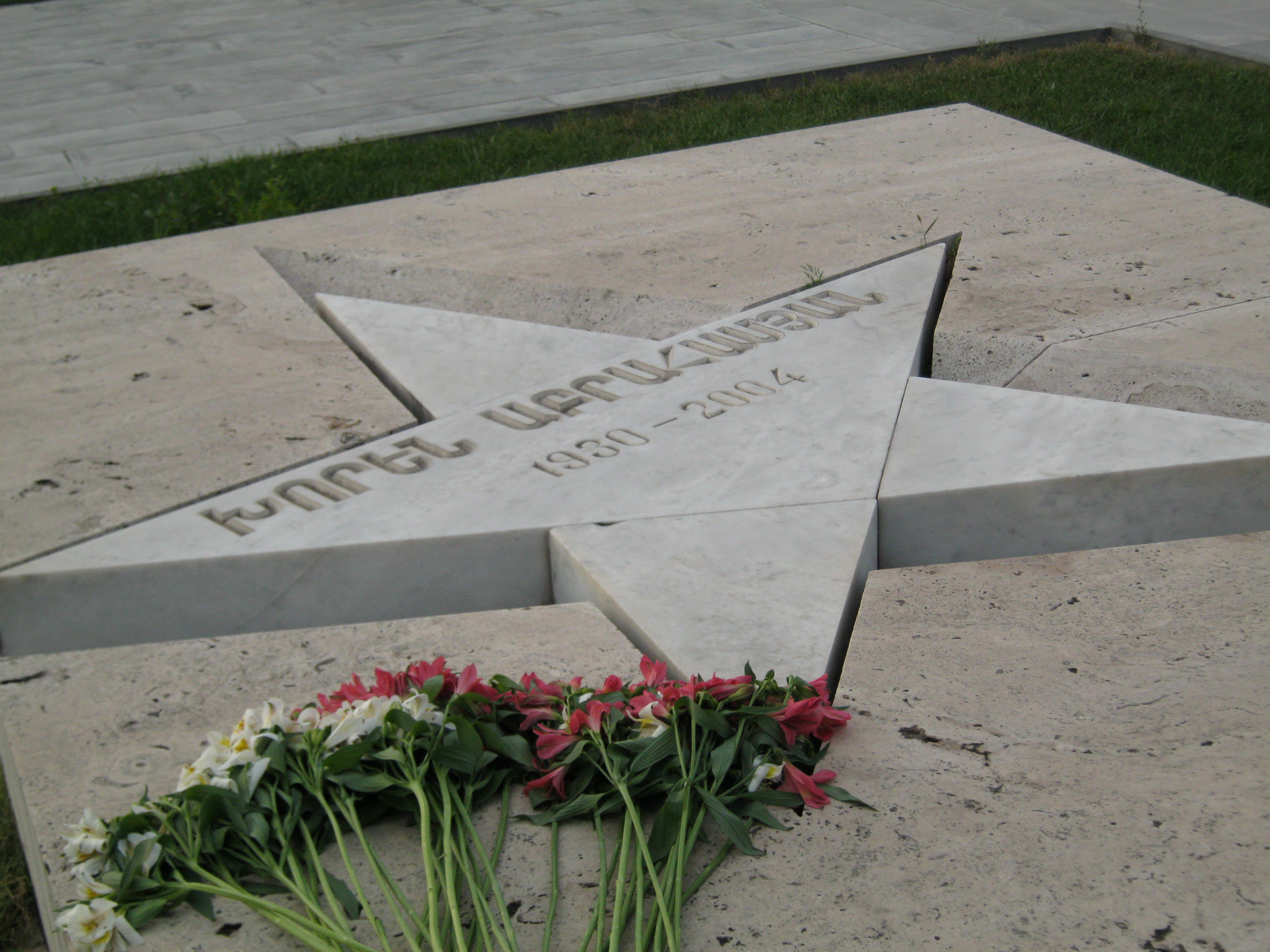
Хорен Абрамян
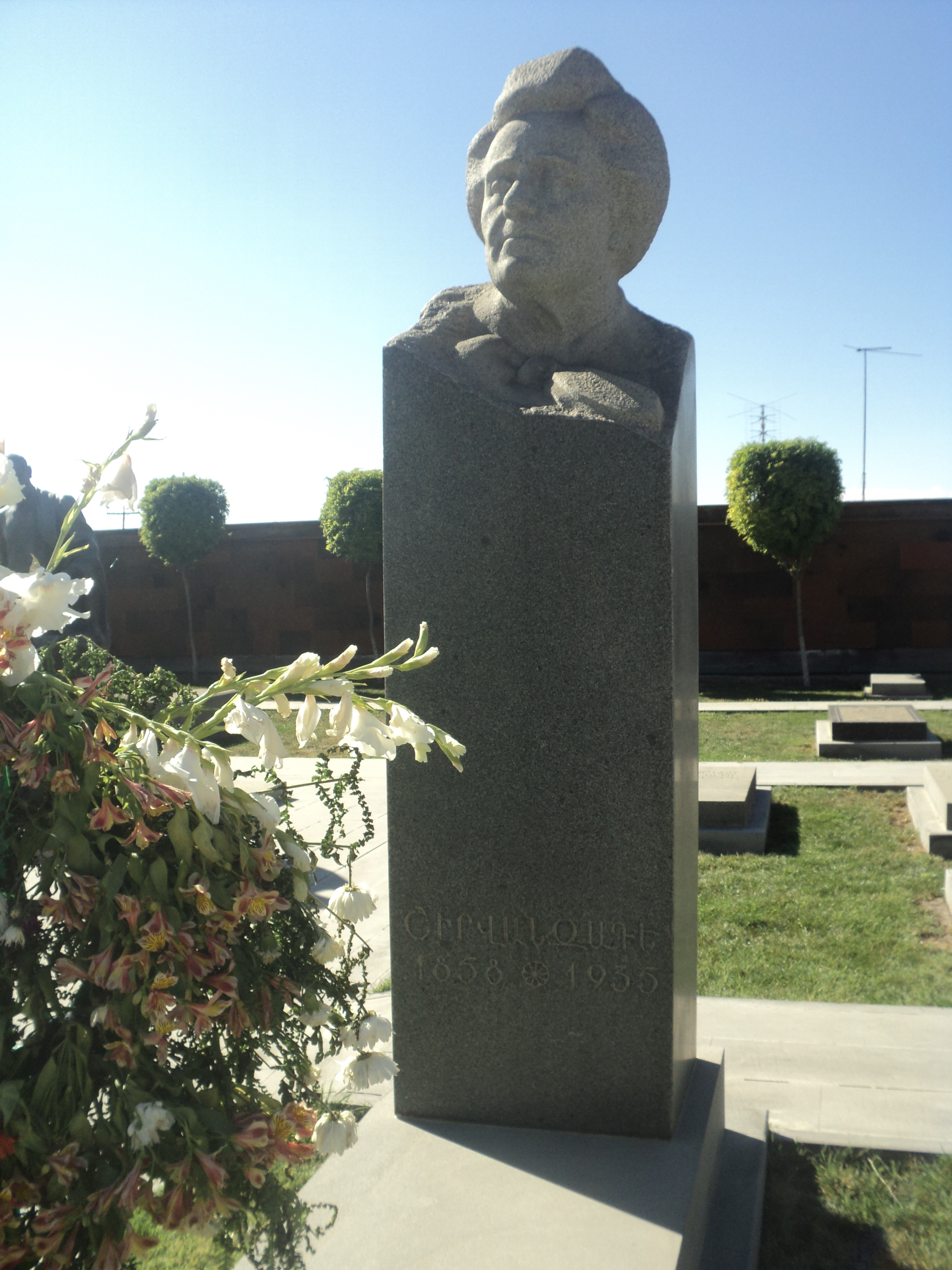
Александр Ширванзаде
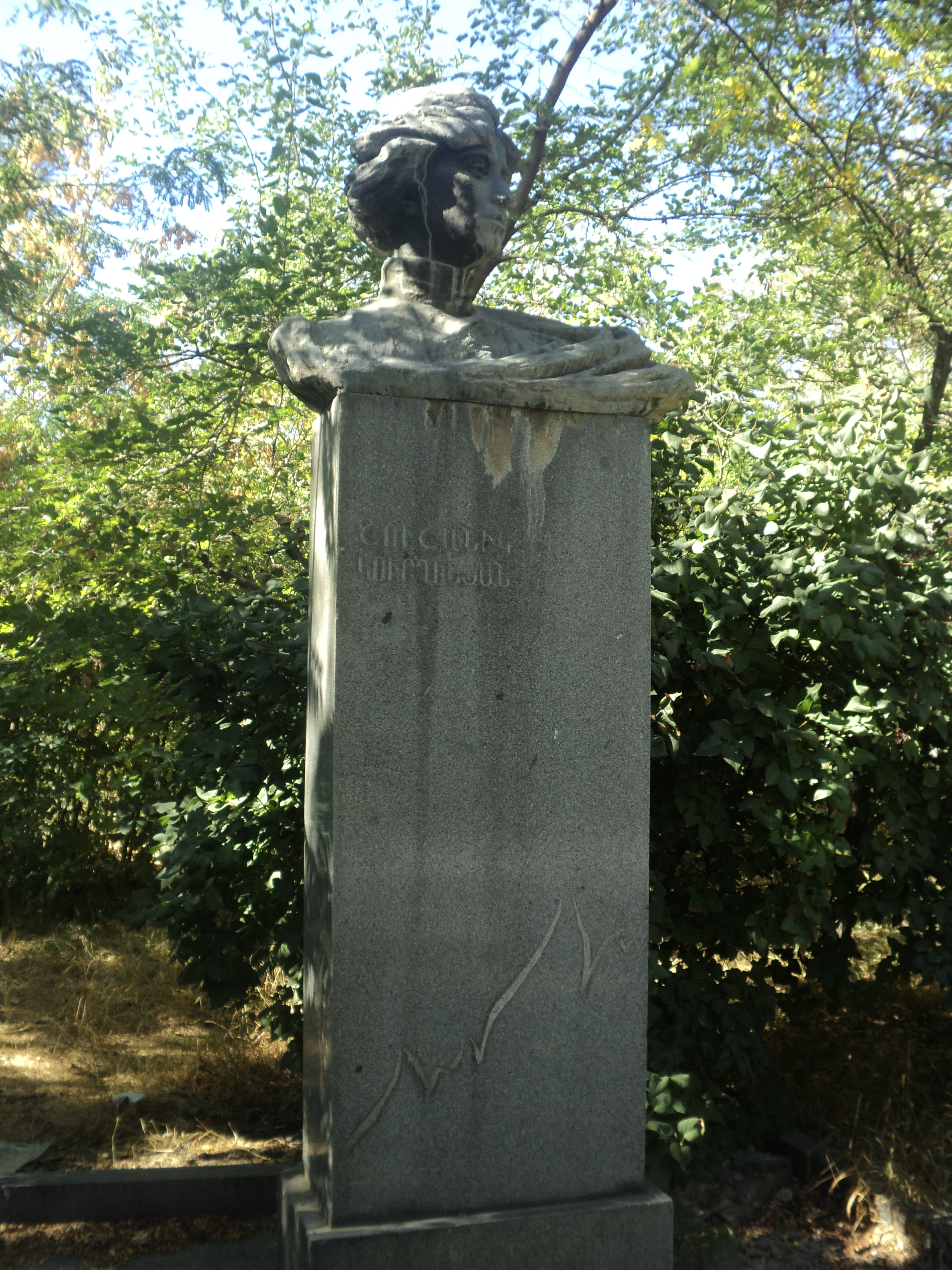
Шушаник Кургинян
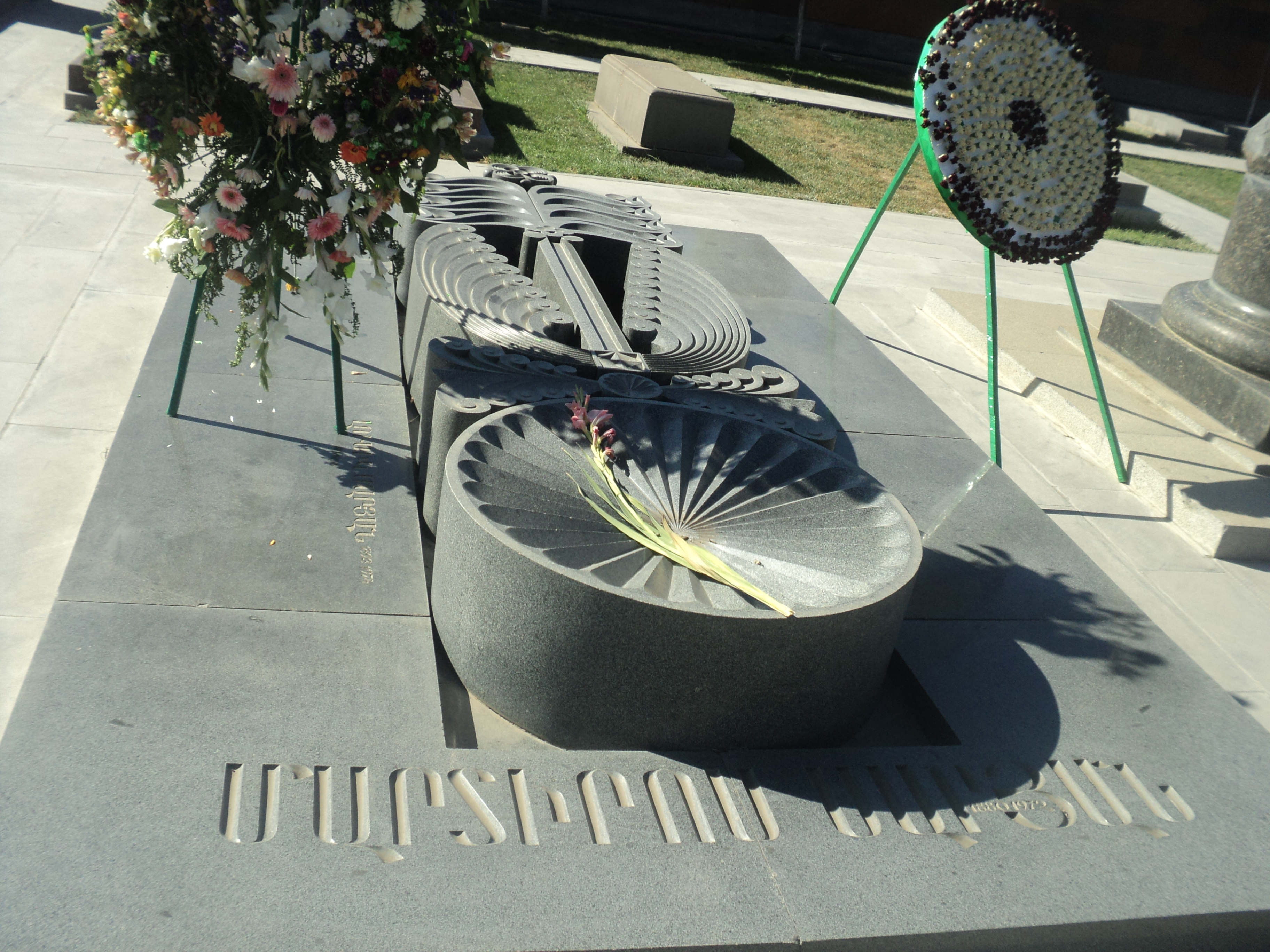
Мартирос Сарьян
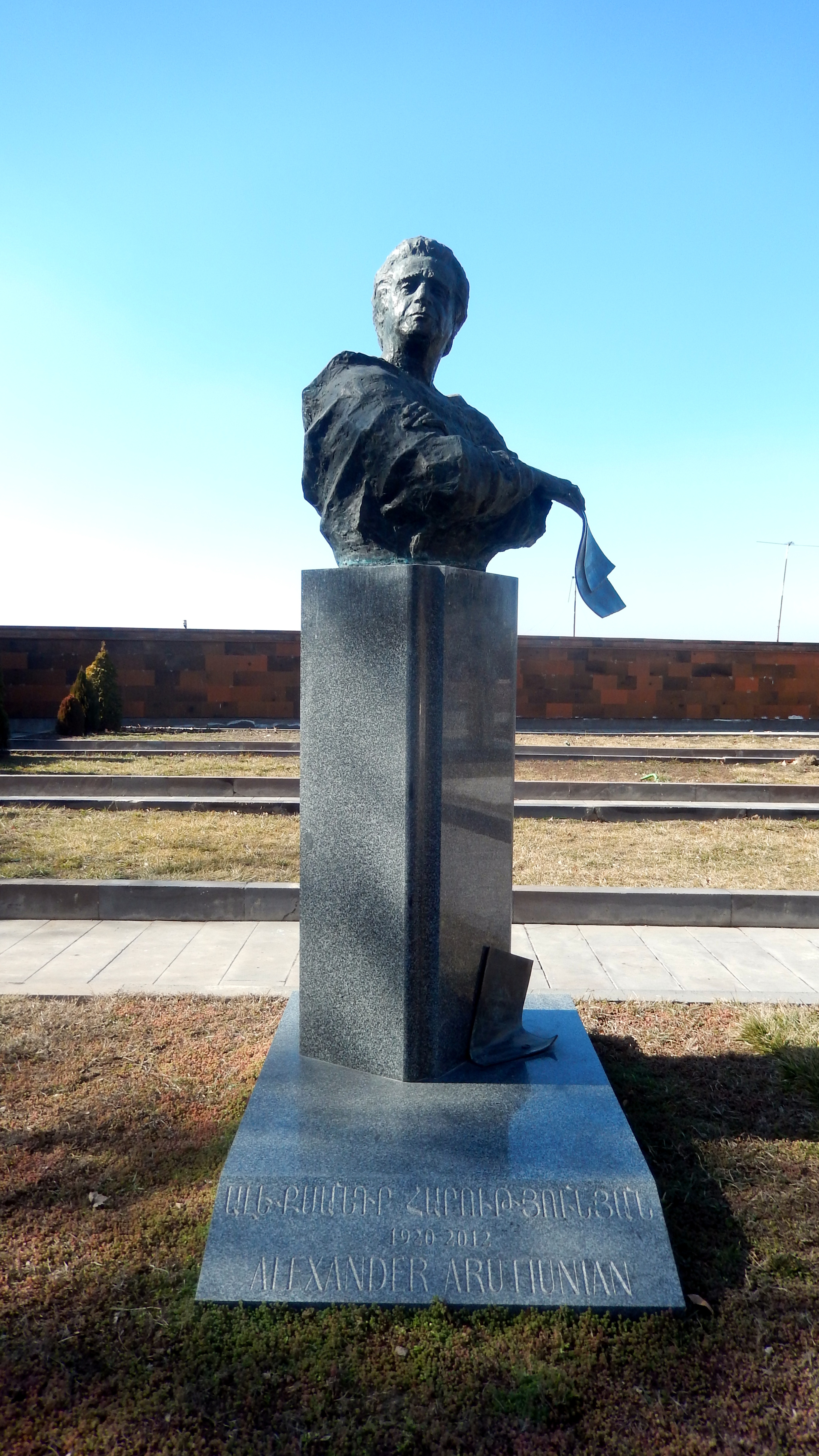
Александр Арутюнян
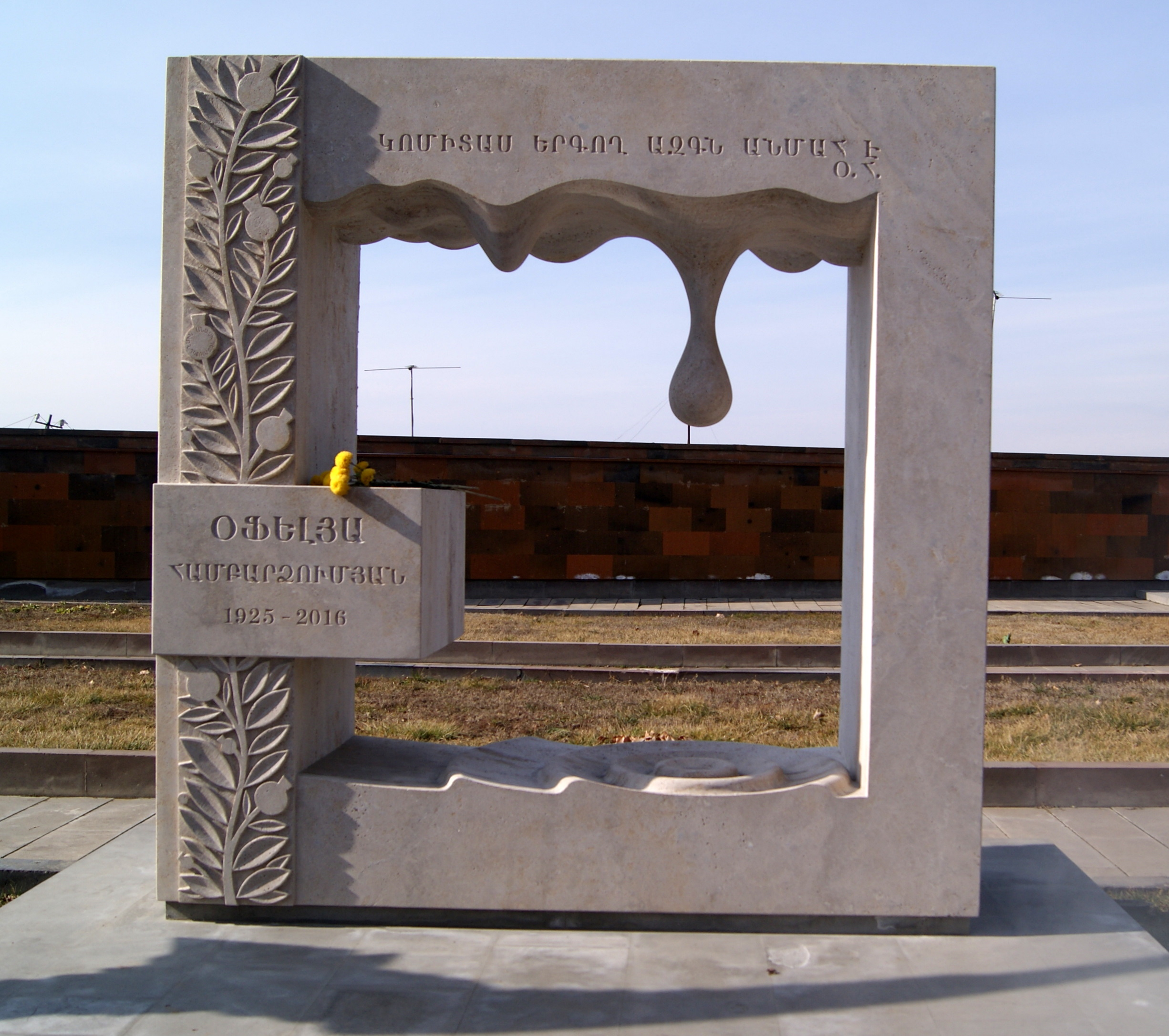
Офелия Амбарцумян
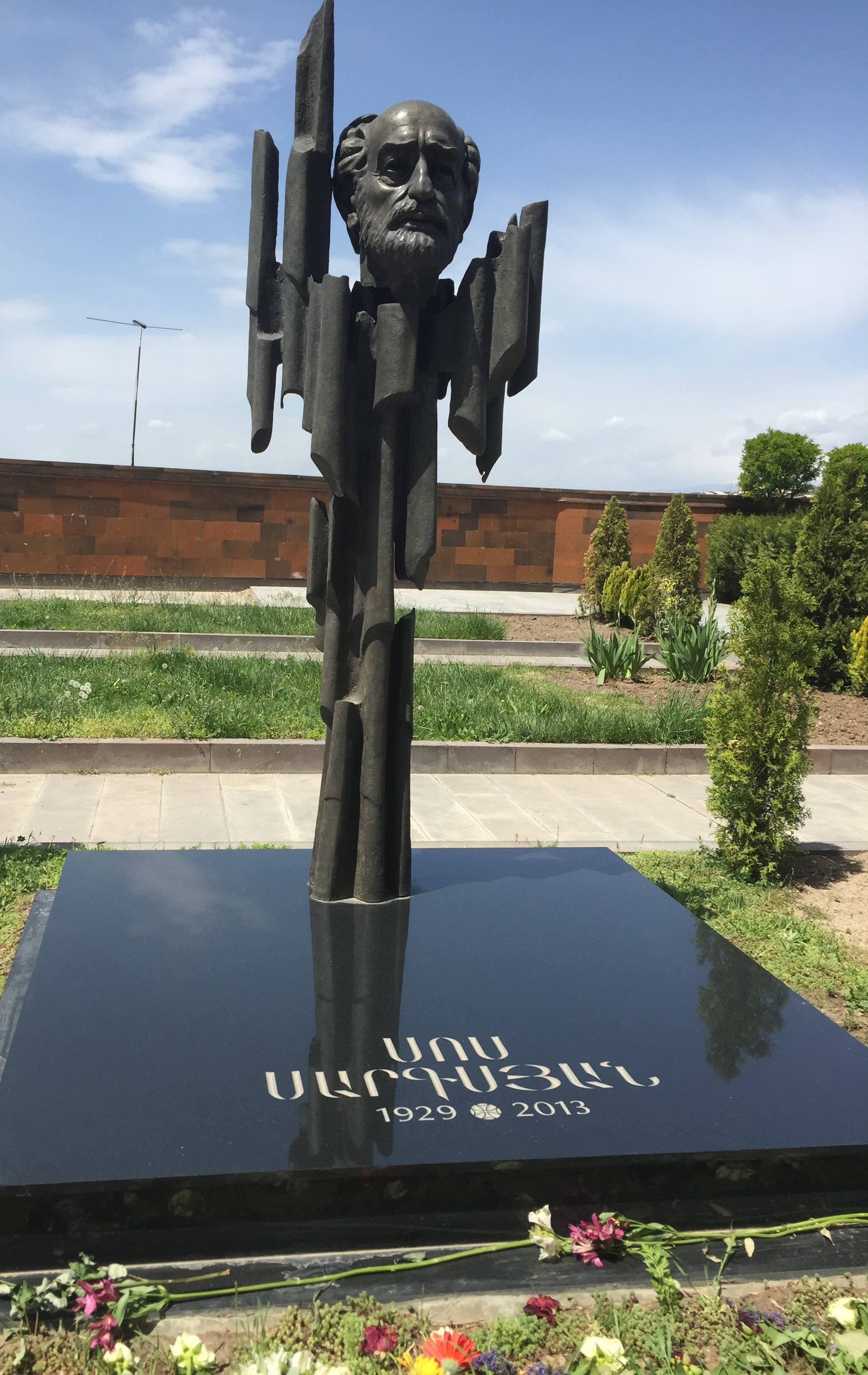
Сос Саркисян
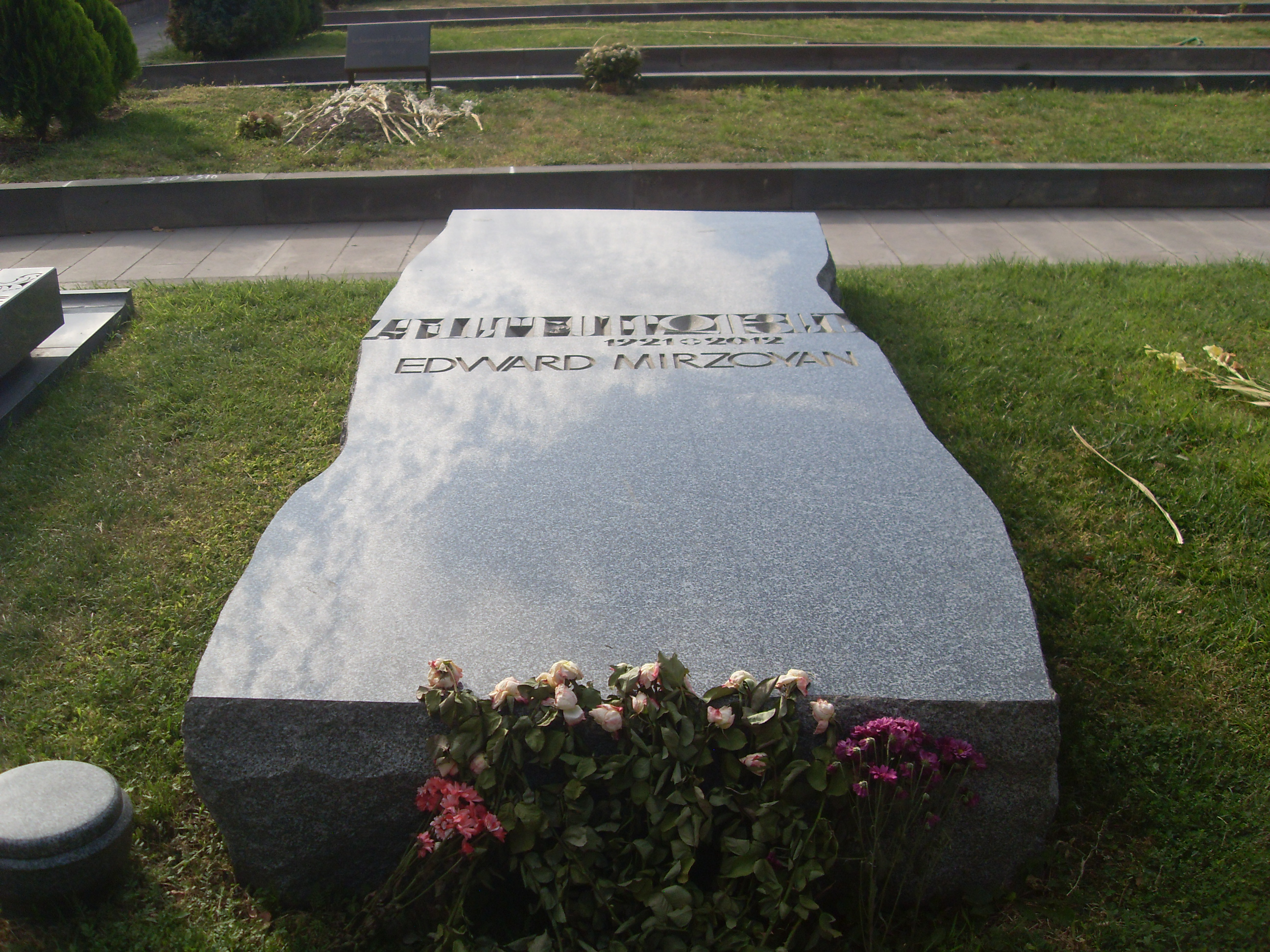
Эдвард Мирзоян